# Єдині державні знаки та аншлаги на територіях та об'єктах природно-заповідного фонду України

Приклад межового охоронного знаку природно-заповідного фонду України

Приклад інформаційного щита природно-заповідного фонду України

Положення про єдині державні знаки та аншлаги на територіях та об'єктах природно-заповідного фонду України затверджено Наказом Міністерства охорони навколишнього природного середовища України від 29 березня 1994 р. № 30.
Розрізняють Інформаційно-охоронний знак природно-заповідного фонду, Інформаційний щит природно-заповідного фонду та Межовий охоронний знак природно-заповідного фонду.
Встановлення інформаційних щитів та межових знаків покладено на установи природно-заповідного фонду та землекористувачів.

## Оформлення єдиних  державних знаків ПЗФ
Правильно оформлені межові охоронні знаки та інформаційні щити

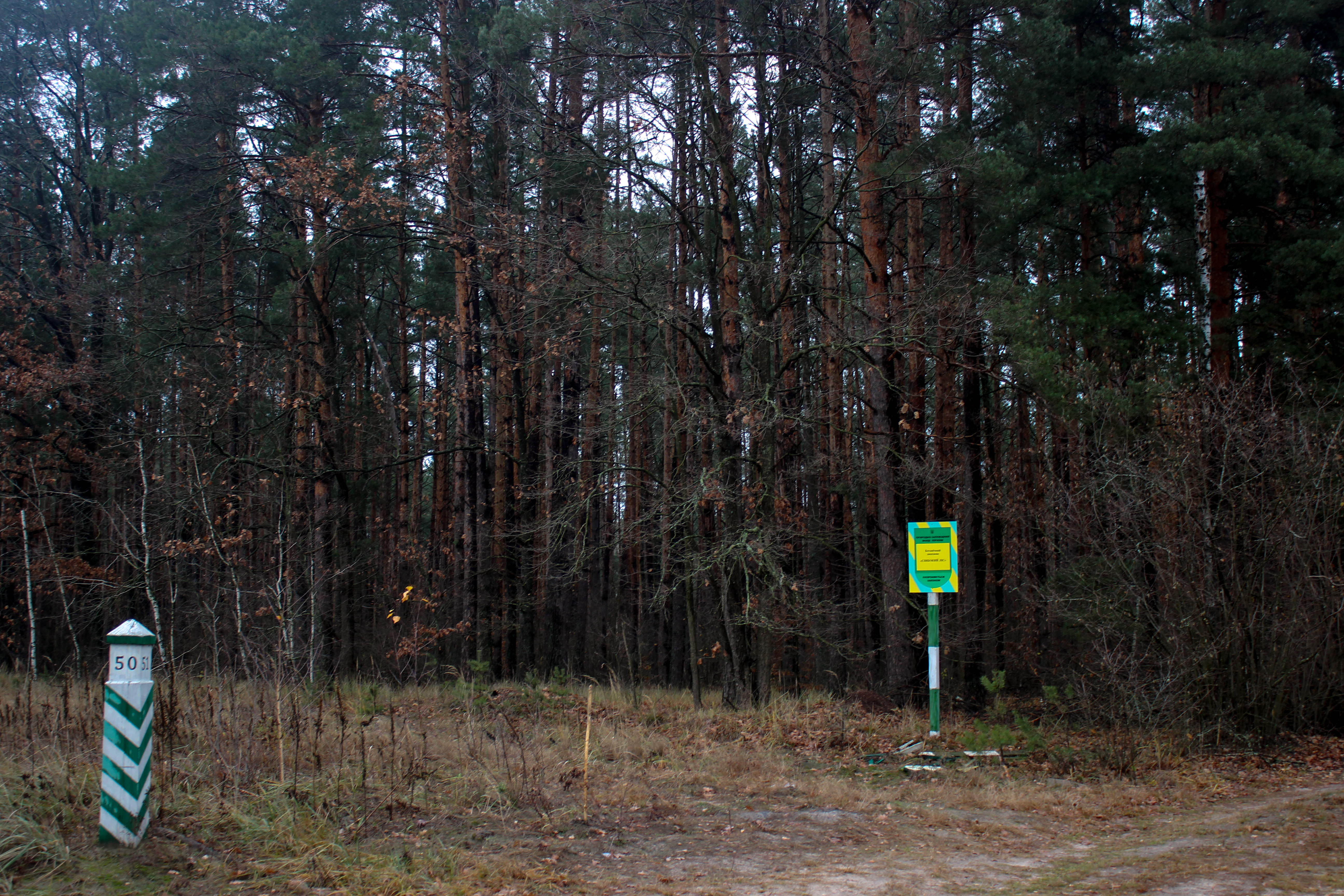
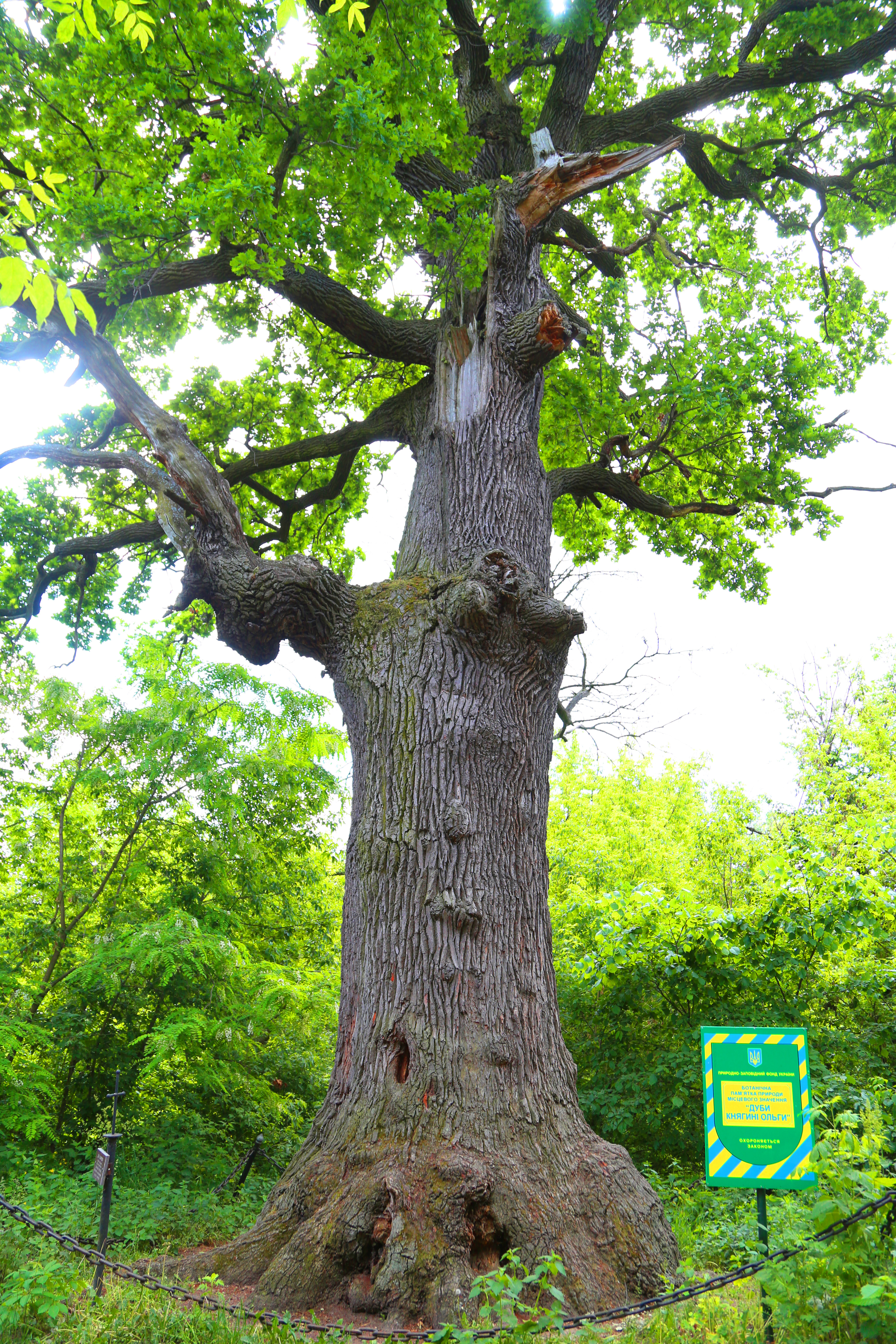
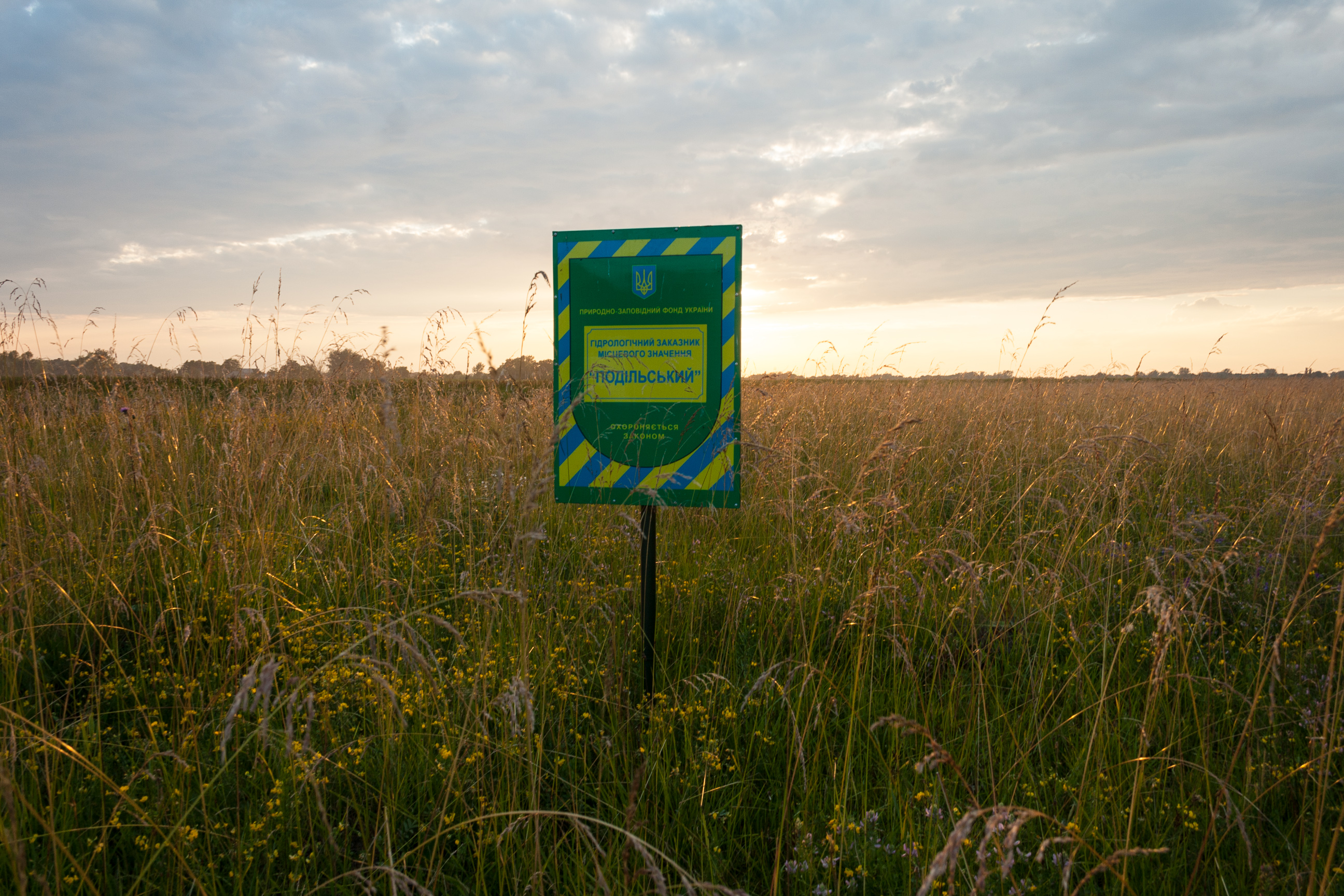
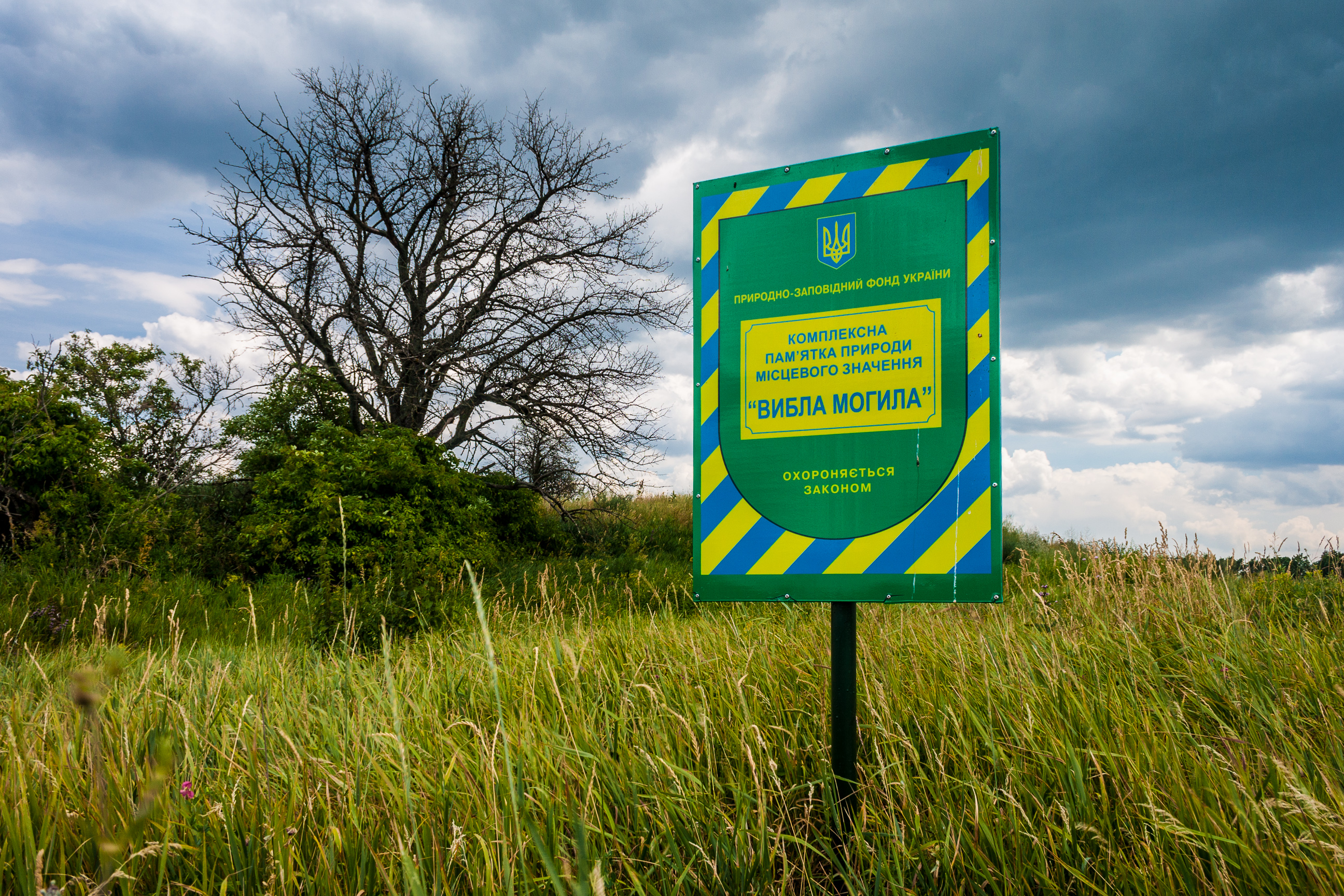

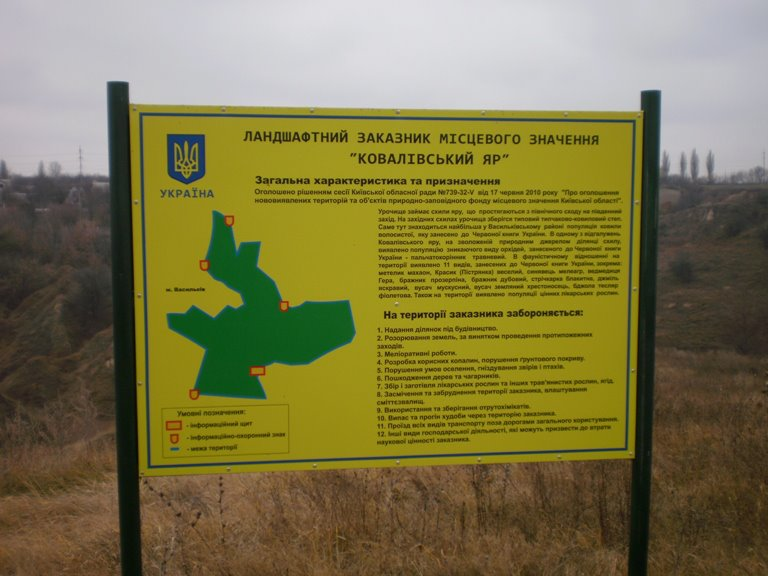
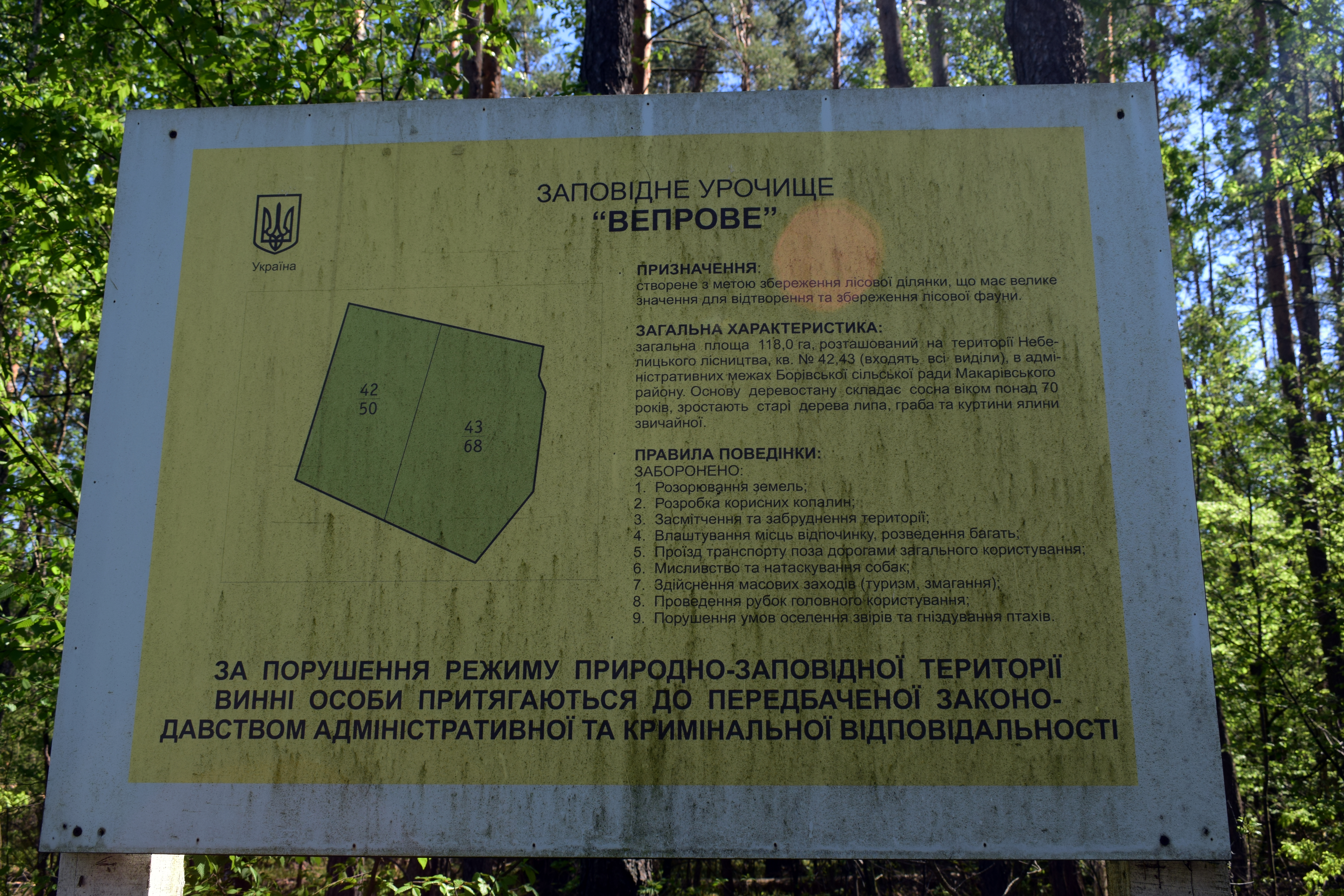
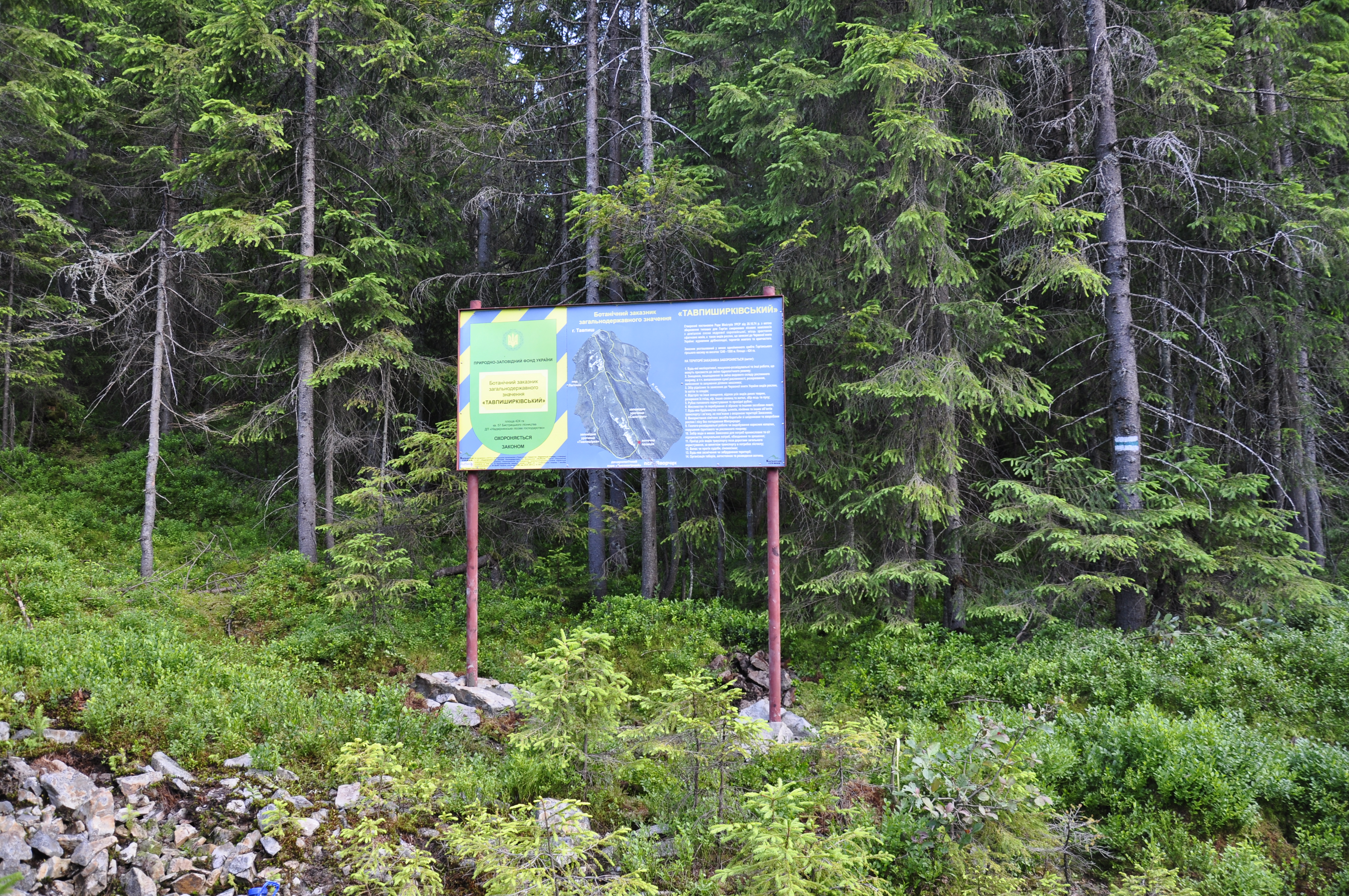
Тавпіширківський

Хибно оформлені межові охоронні знаки

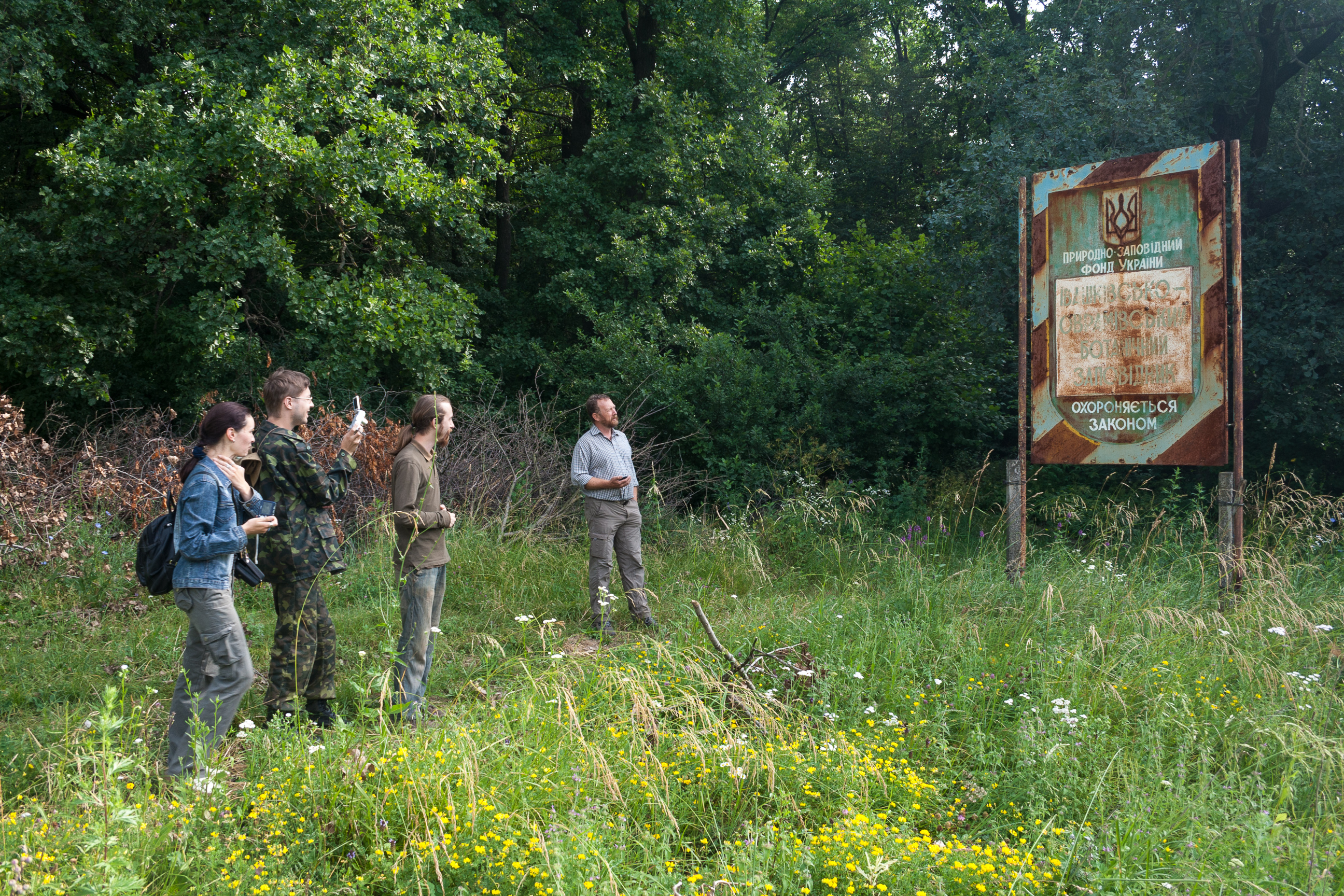
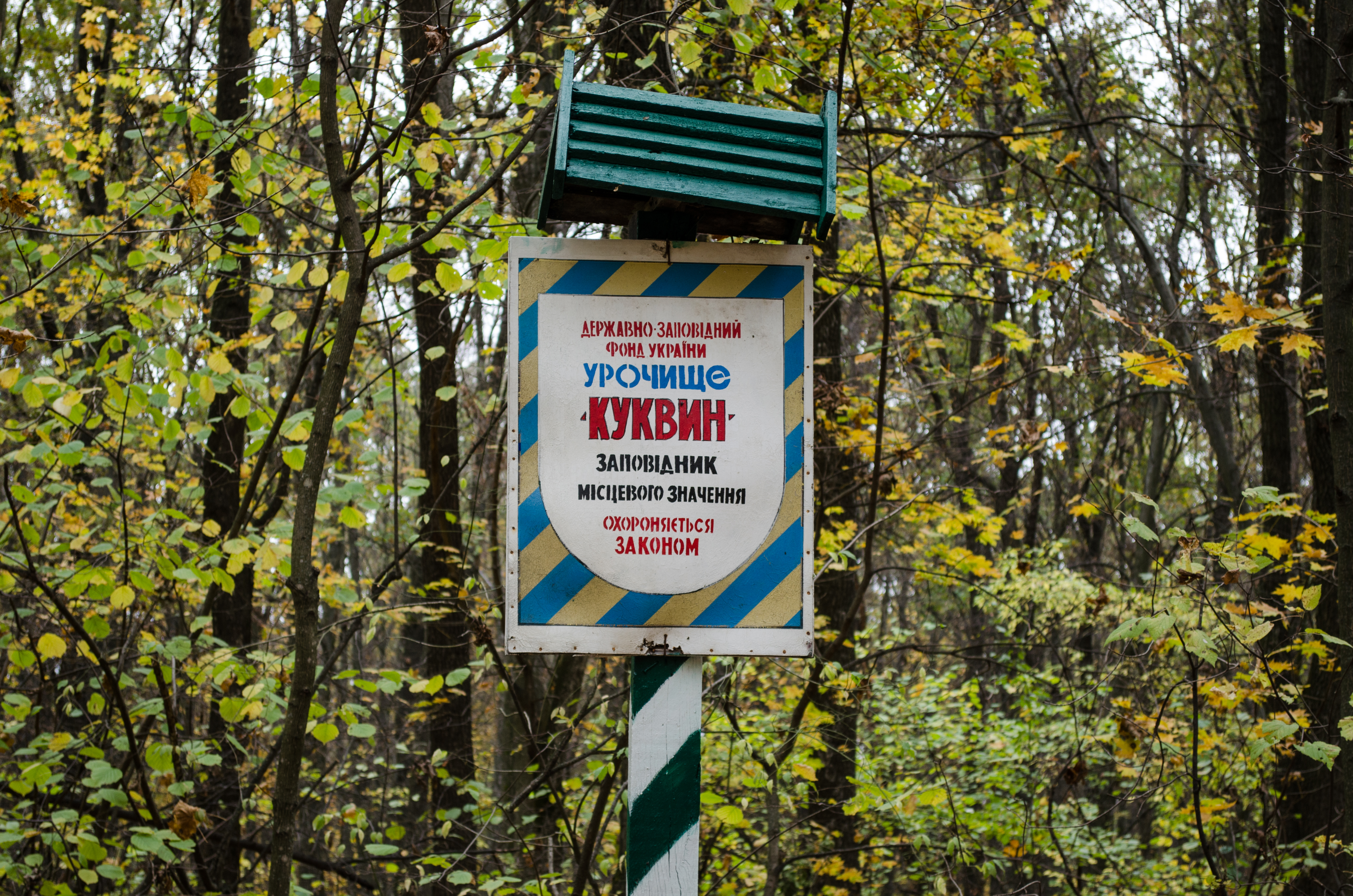
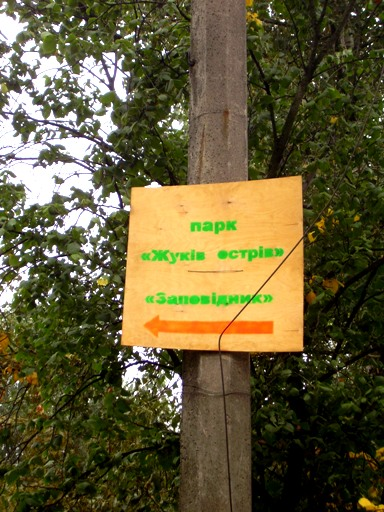
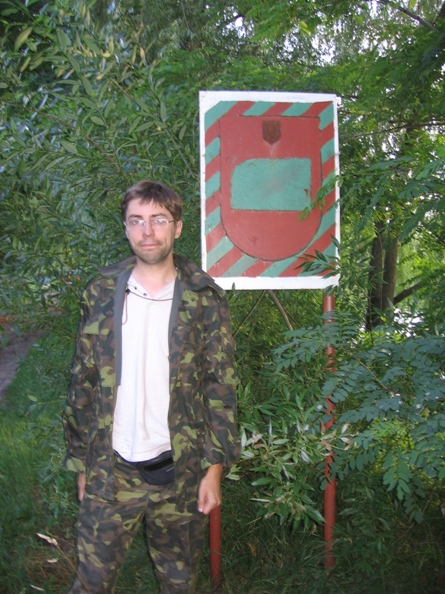
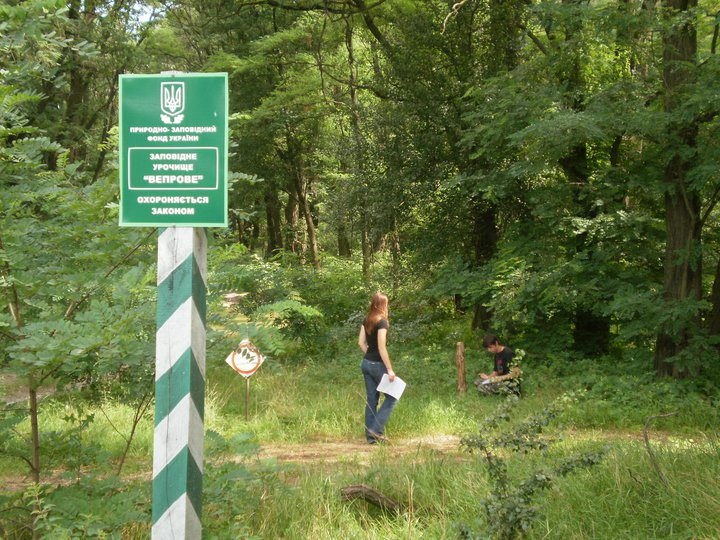
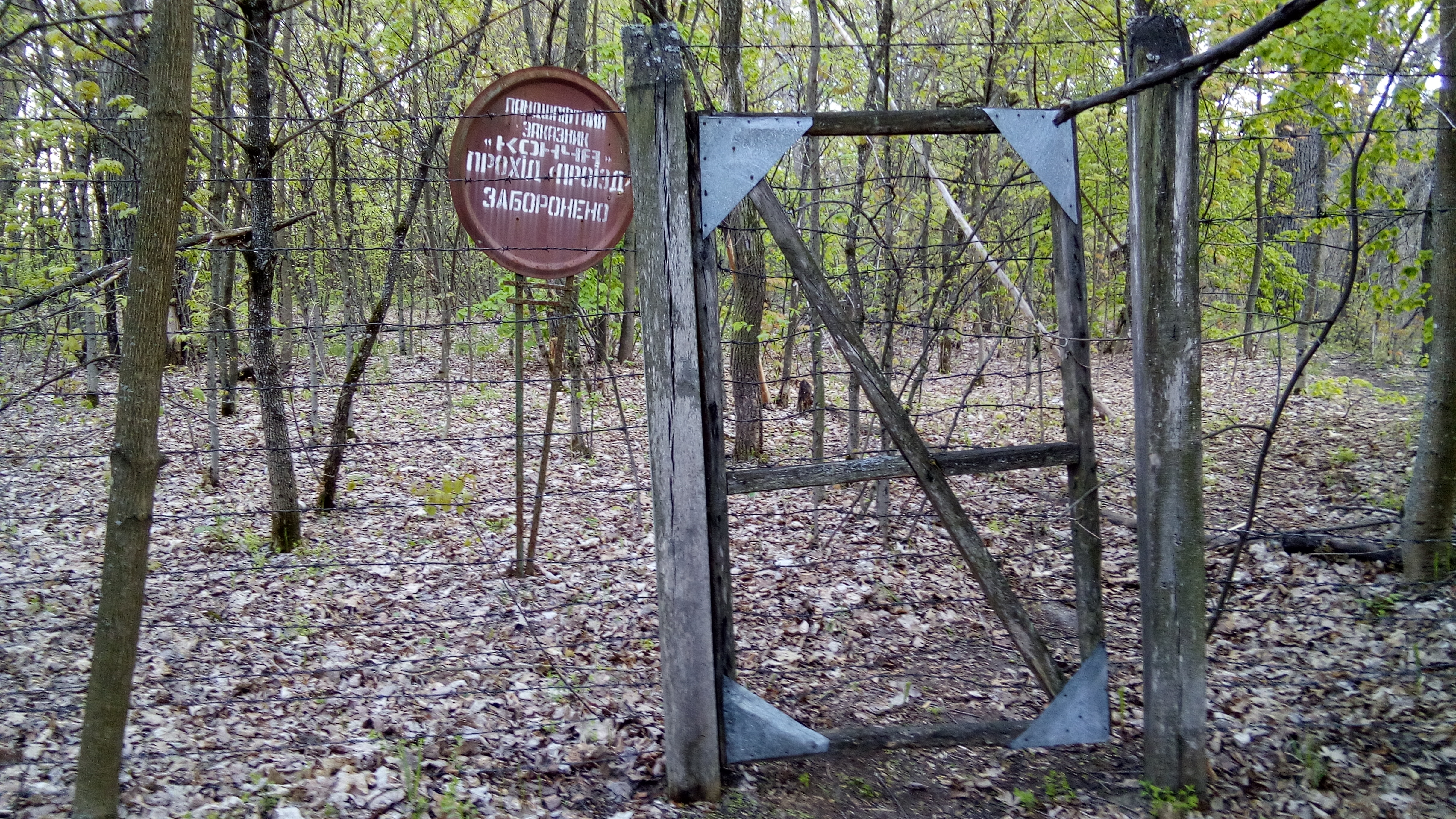
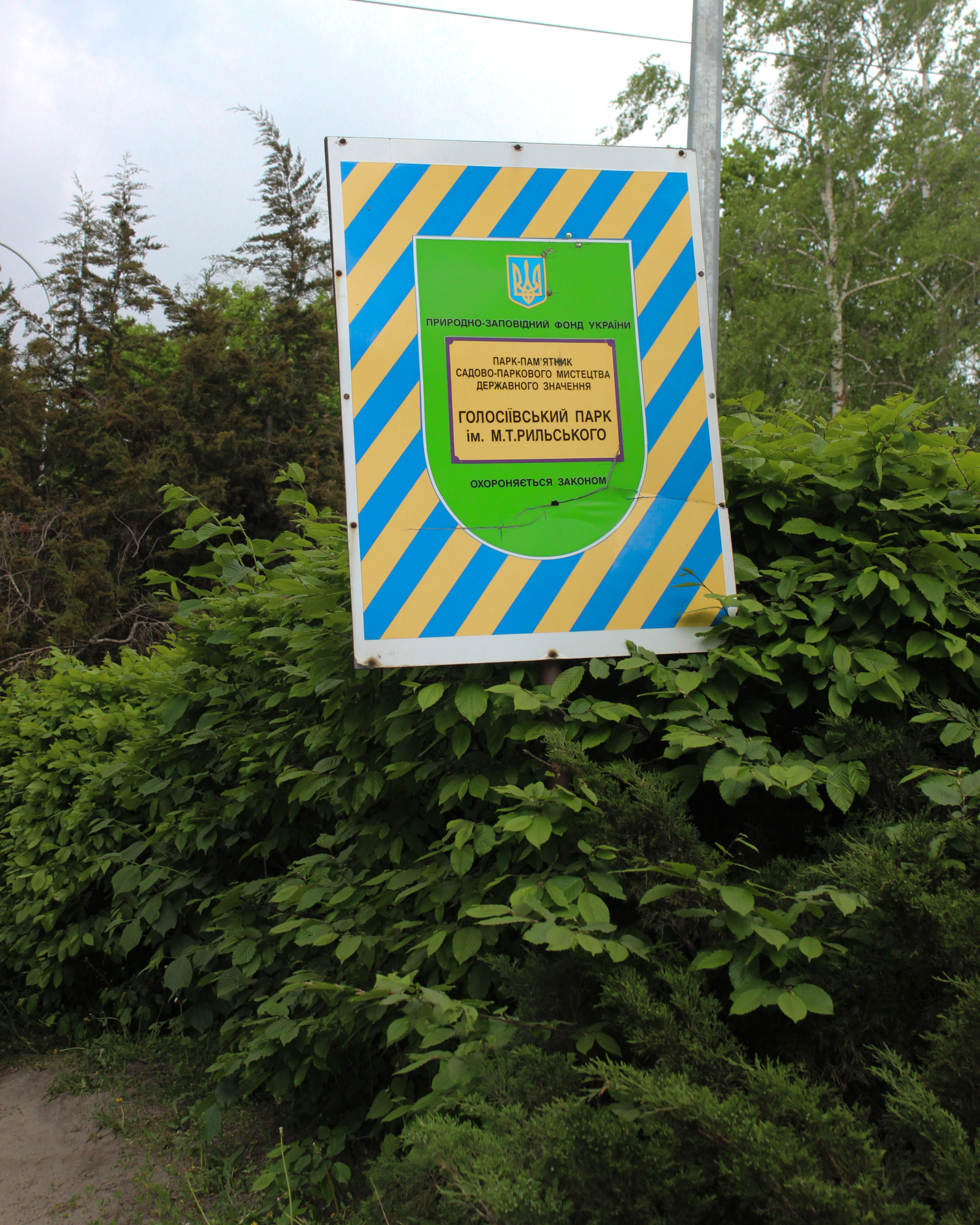
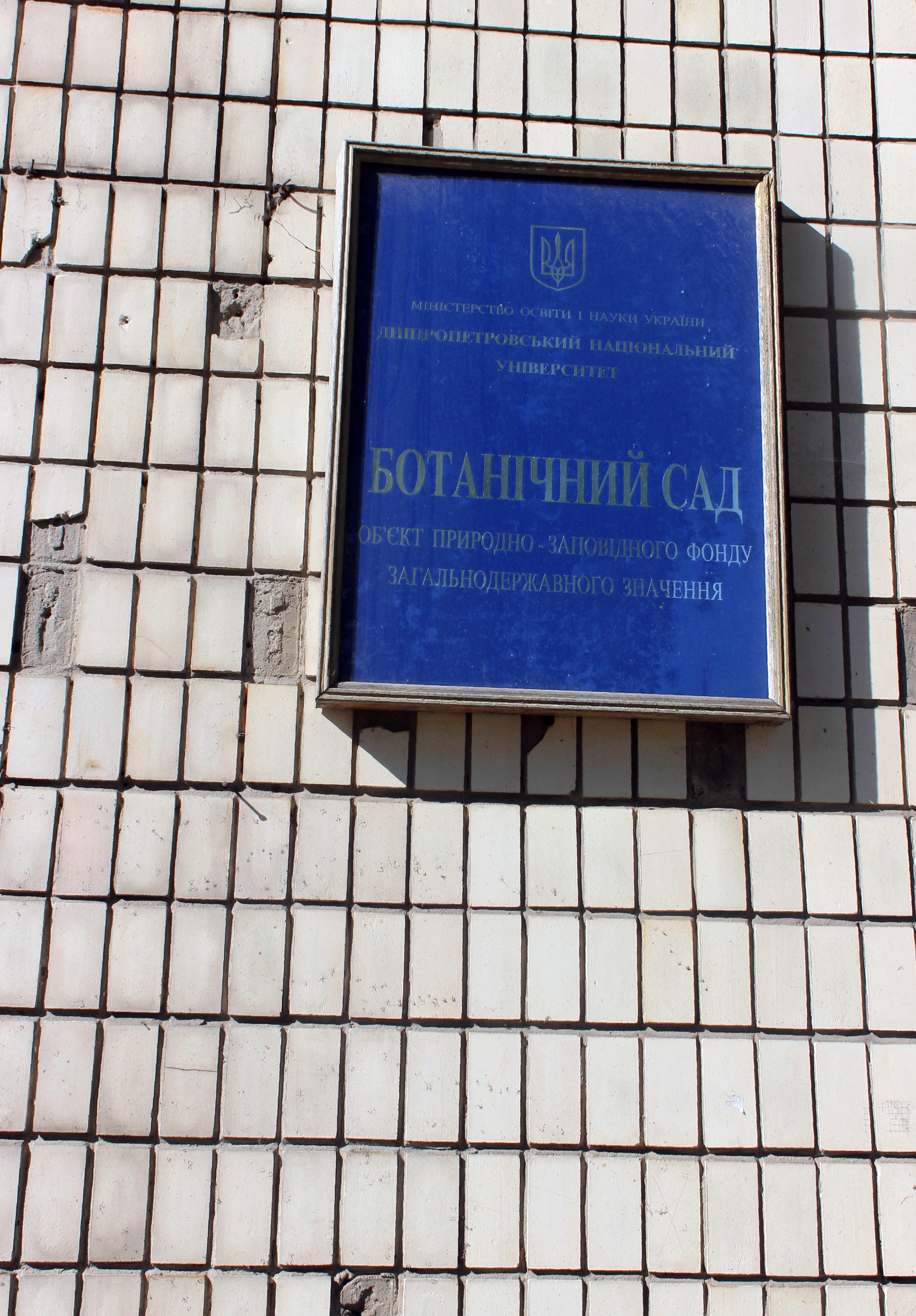
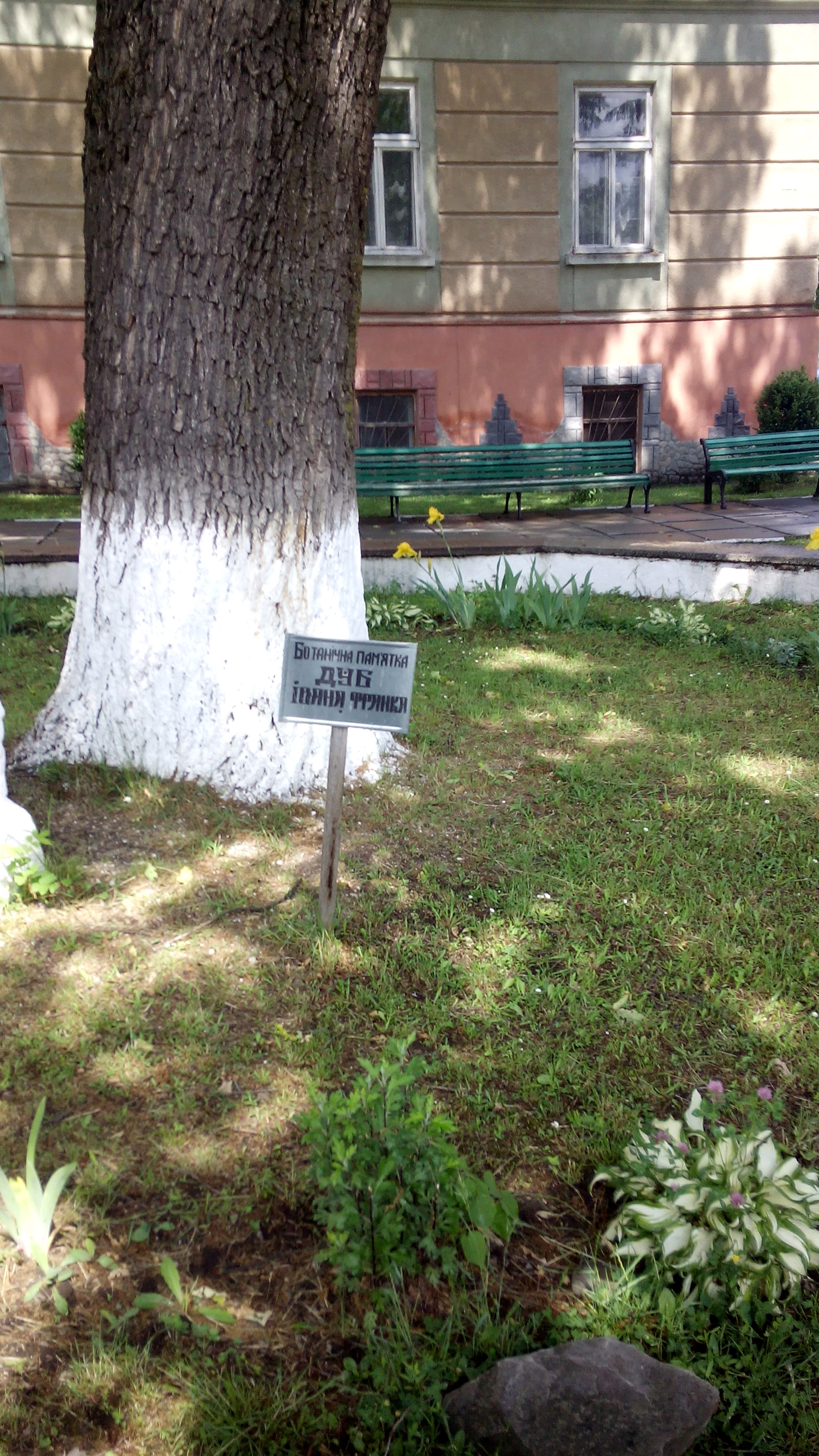

## Порушення законодавства в частині єдиних державних знаків ПЗФ
Закон України "Про природно-заповідний фонд України" в статті 65 (Особливості застосування цивільної відповідальності) визначає, що: "Розміри шкоди, заподіяної внаслідок порушення законодавства про природно-заповідний фонд, визначаються на основі кадастрової еколого-економічної оцінки включених до його складу територій та об'єктів, що проводиться відповідно до цього закону, та спеціальних такс, які затверджуються КМ України". На виконання положень цієї статті Постановою Кабінету Міністрів України затверджено такси для обчислення розміру відшкодування шкоди, заподіяної порушенням природоохоронного законодавства у межах територій та об'єктів природно-заповідного фонду України, які включають такси для обчислення розміру відшкодування шкоди, заподіяної природним комплексам територій та об'єктам природно-заповідного фонду юридичними і фізичними особами внаслідок знищення або пошкодження інформаційно-охоронних та інших знаків.
Востаннє такі такси затверджувались в 2013 році Постановою Кабінету Міністрів України від 24 липня 2013 р. № 541 "Про затвердження такс для обчислення розміру шкоди, заподіяної порушенням законодавства про природно-заповідний фонд". Для обчислення розміру шкоди, заподіяної порушенням законодавства про природно-заповідний фонд внаслідок знищення або пошкодження інформаційно-охоронних знаків визначає розмір шкоди в сумі 2032 грн за один знак.

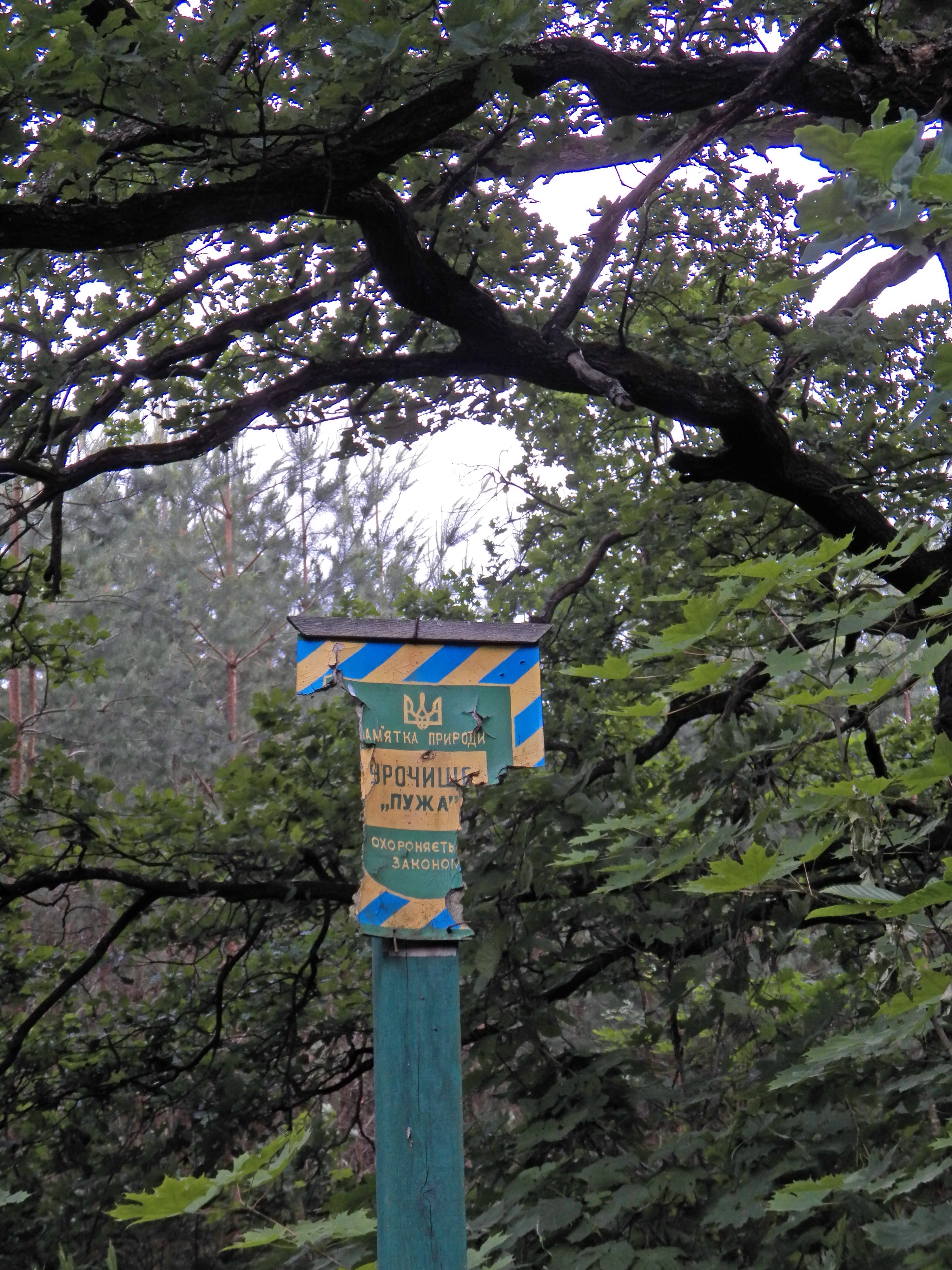
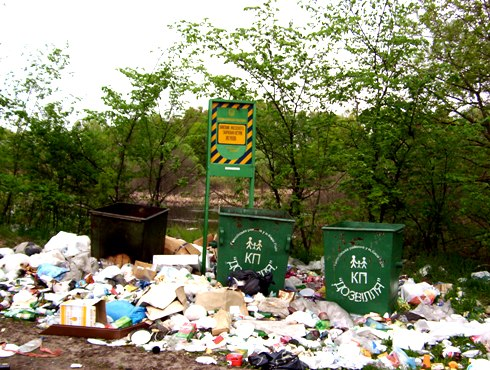
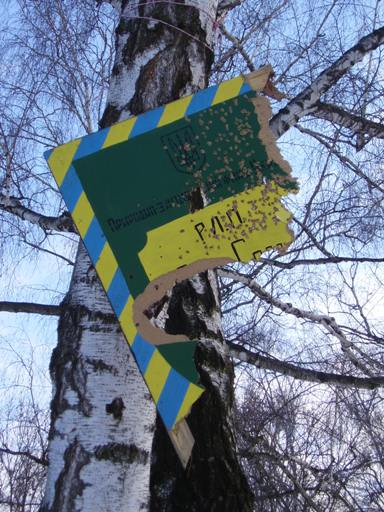
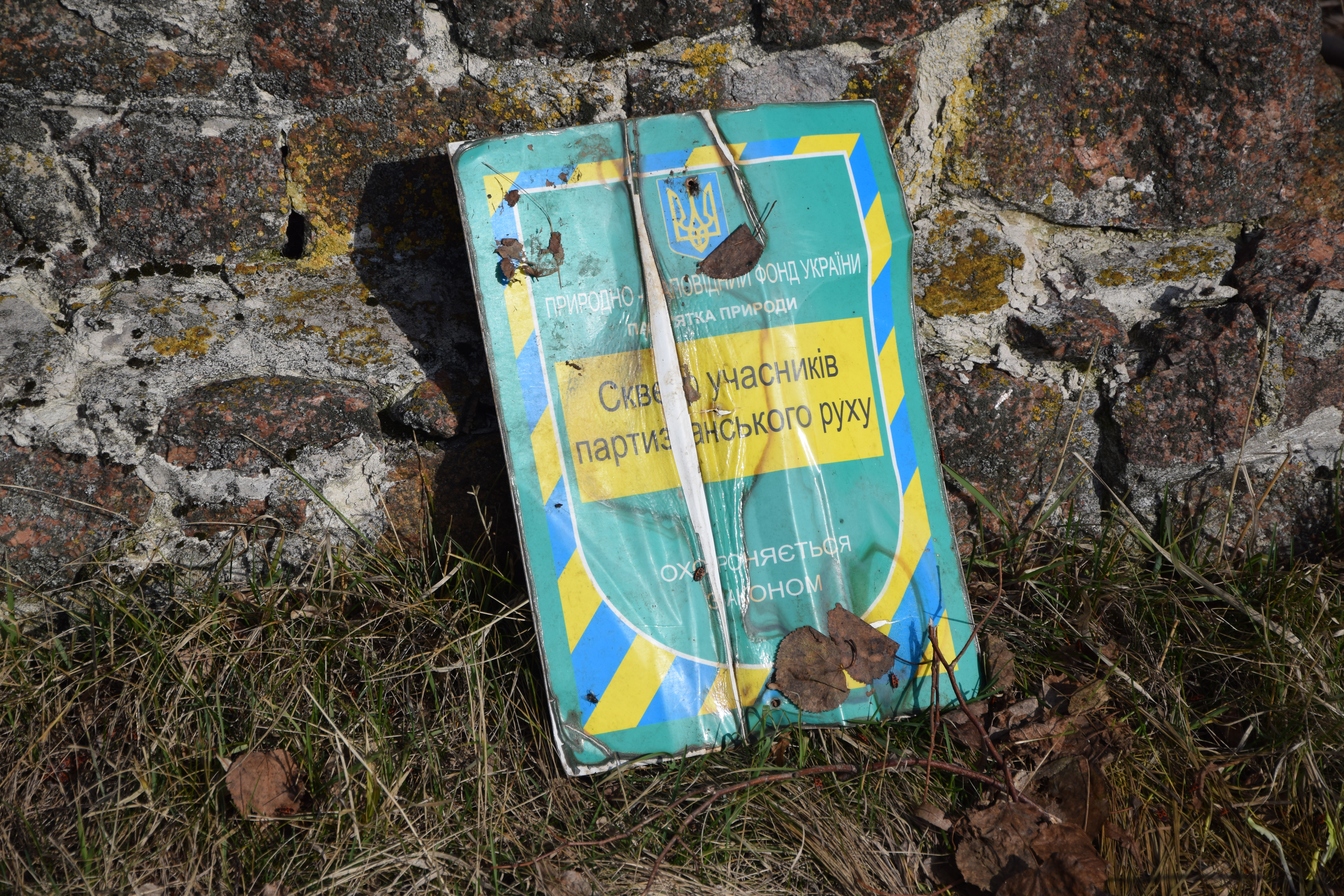
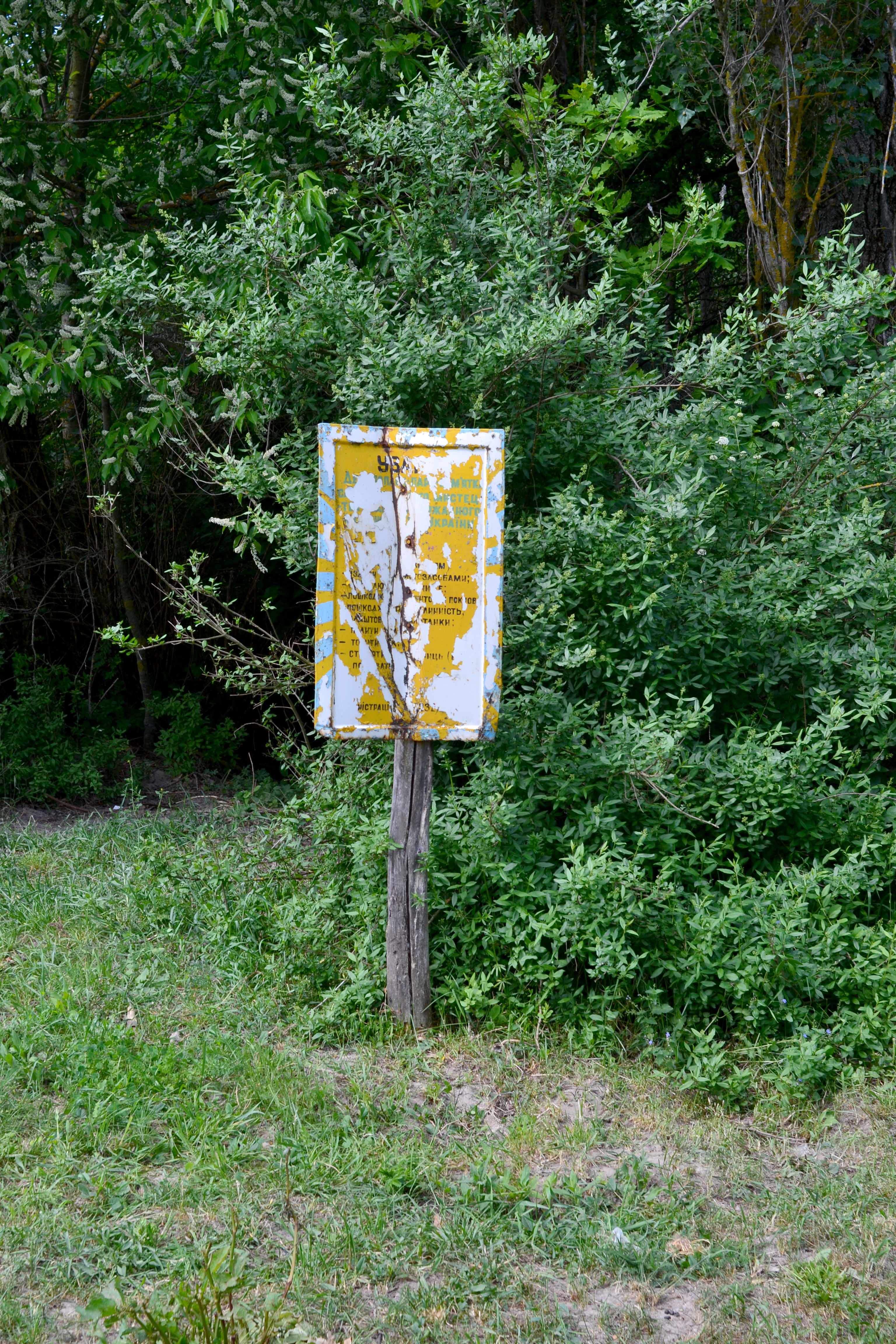
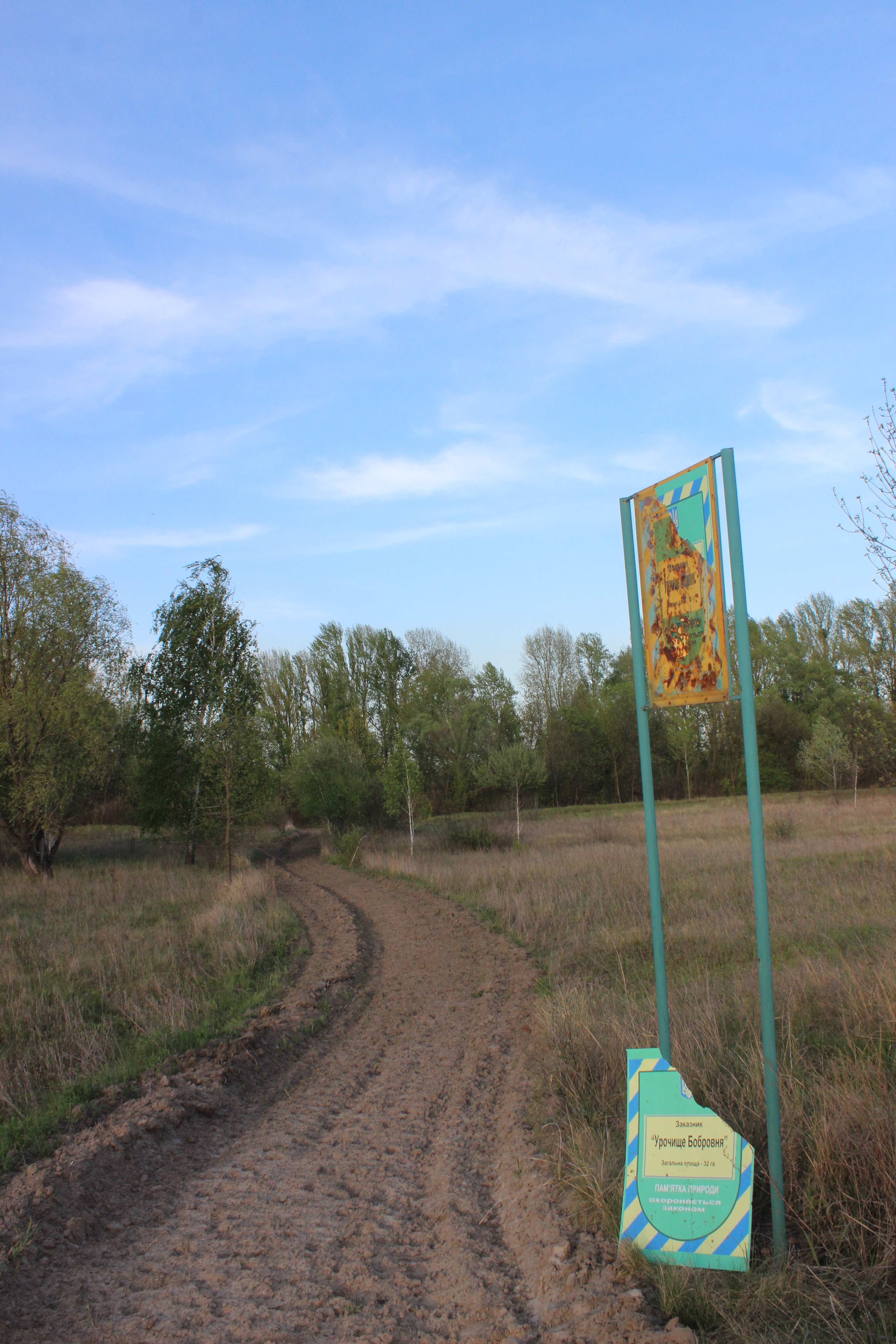
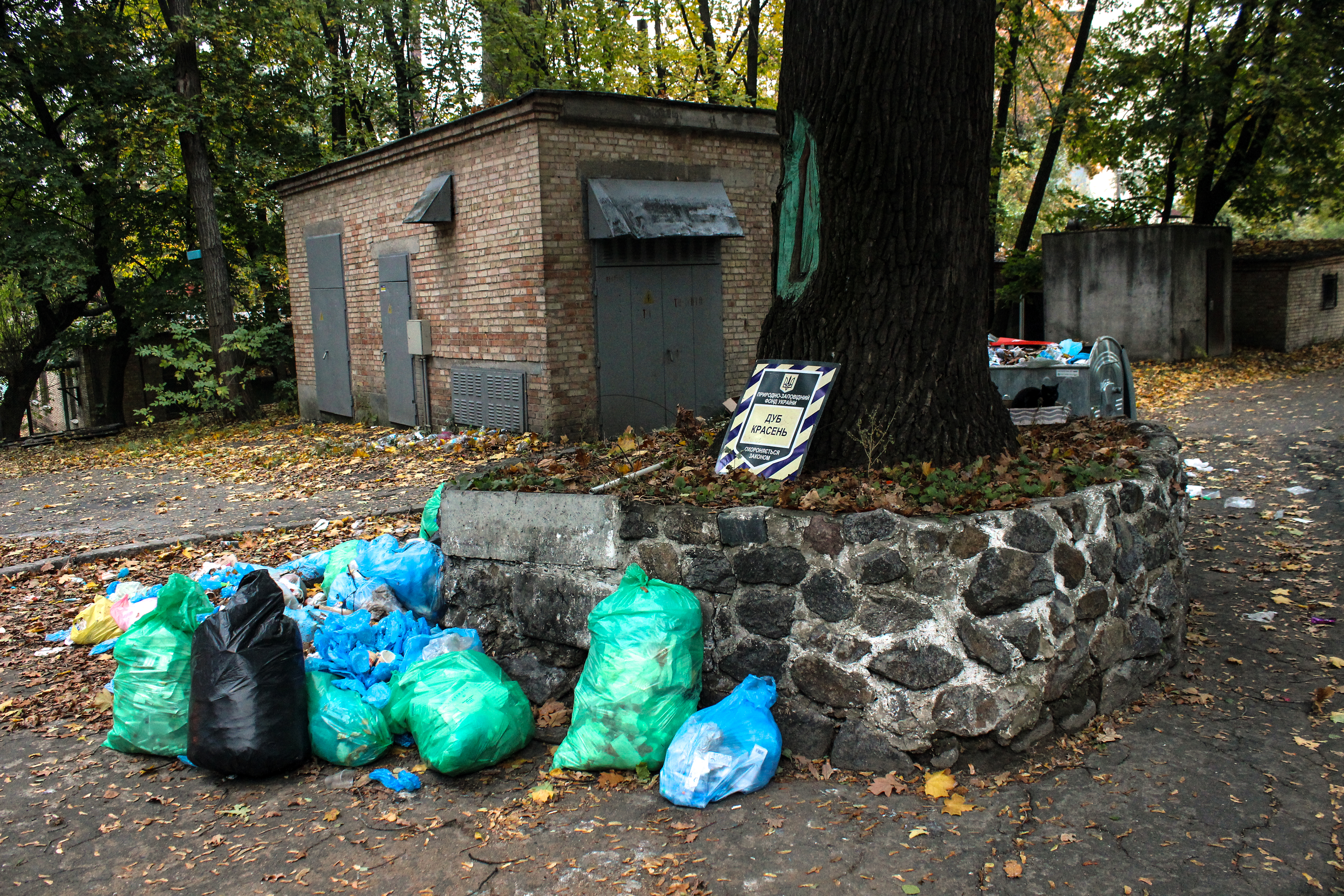
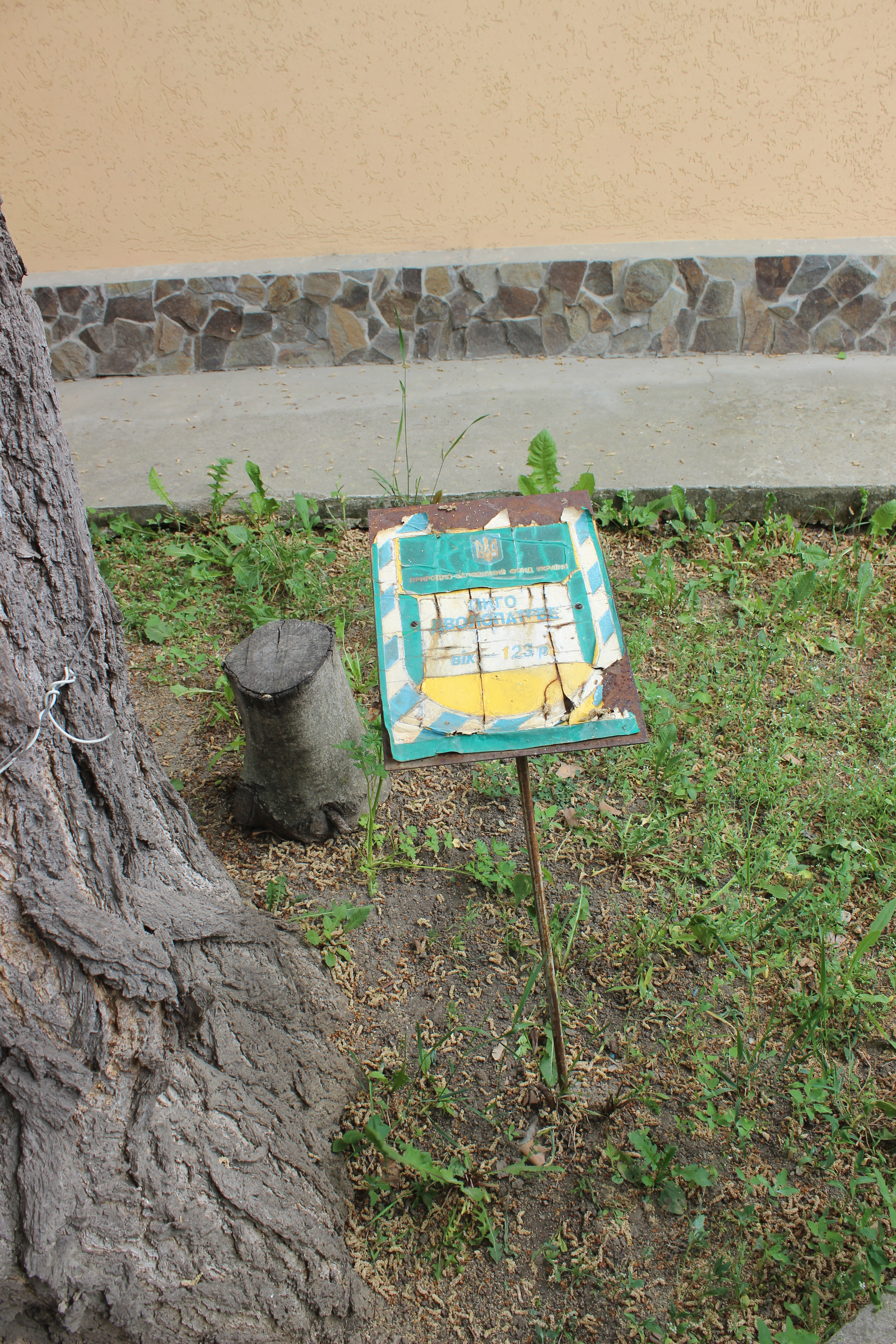
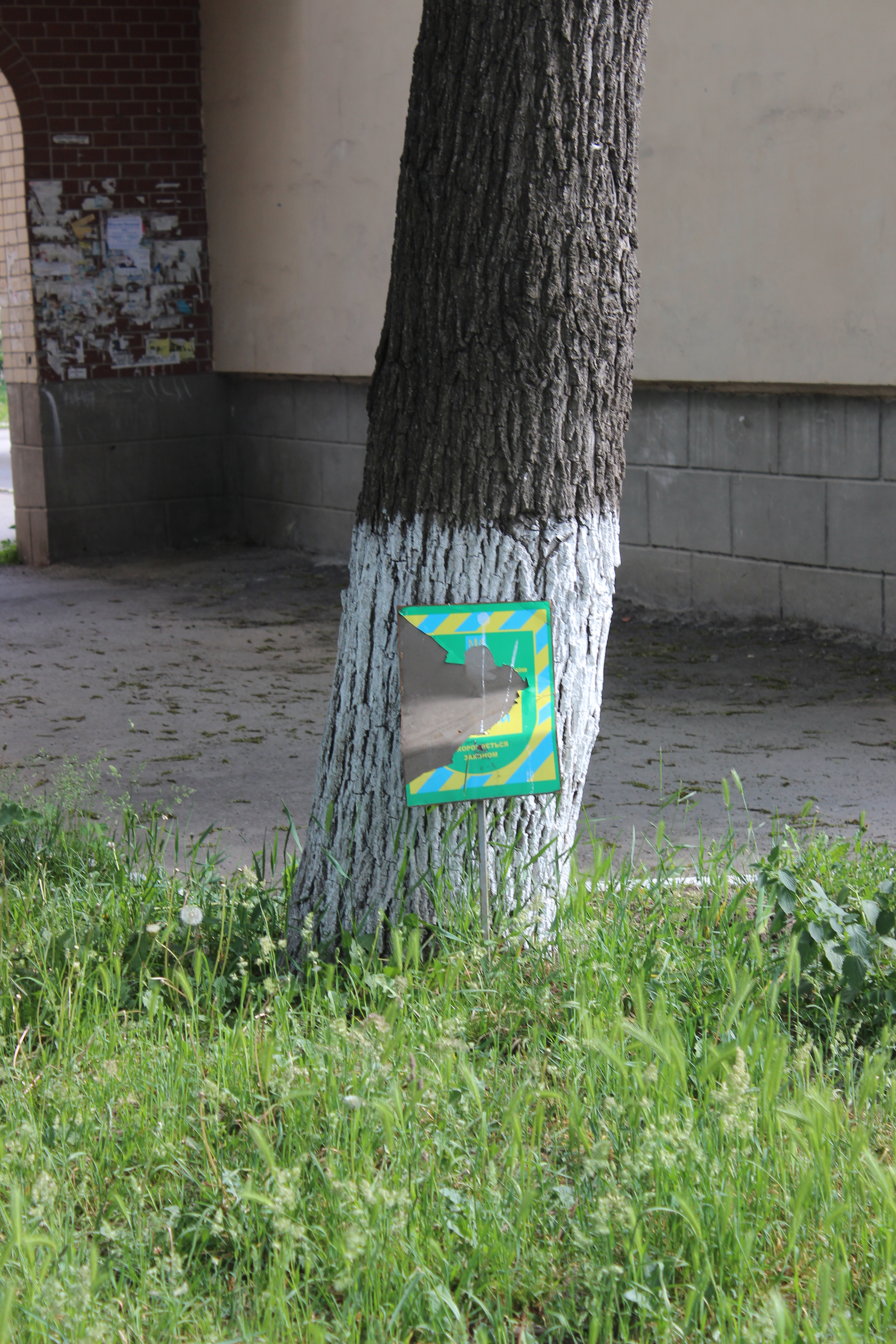
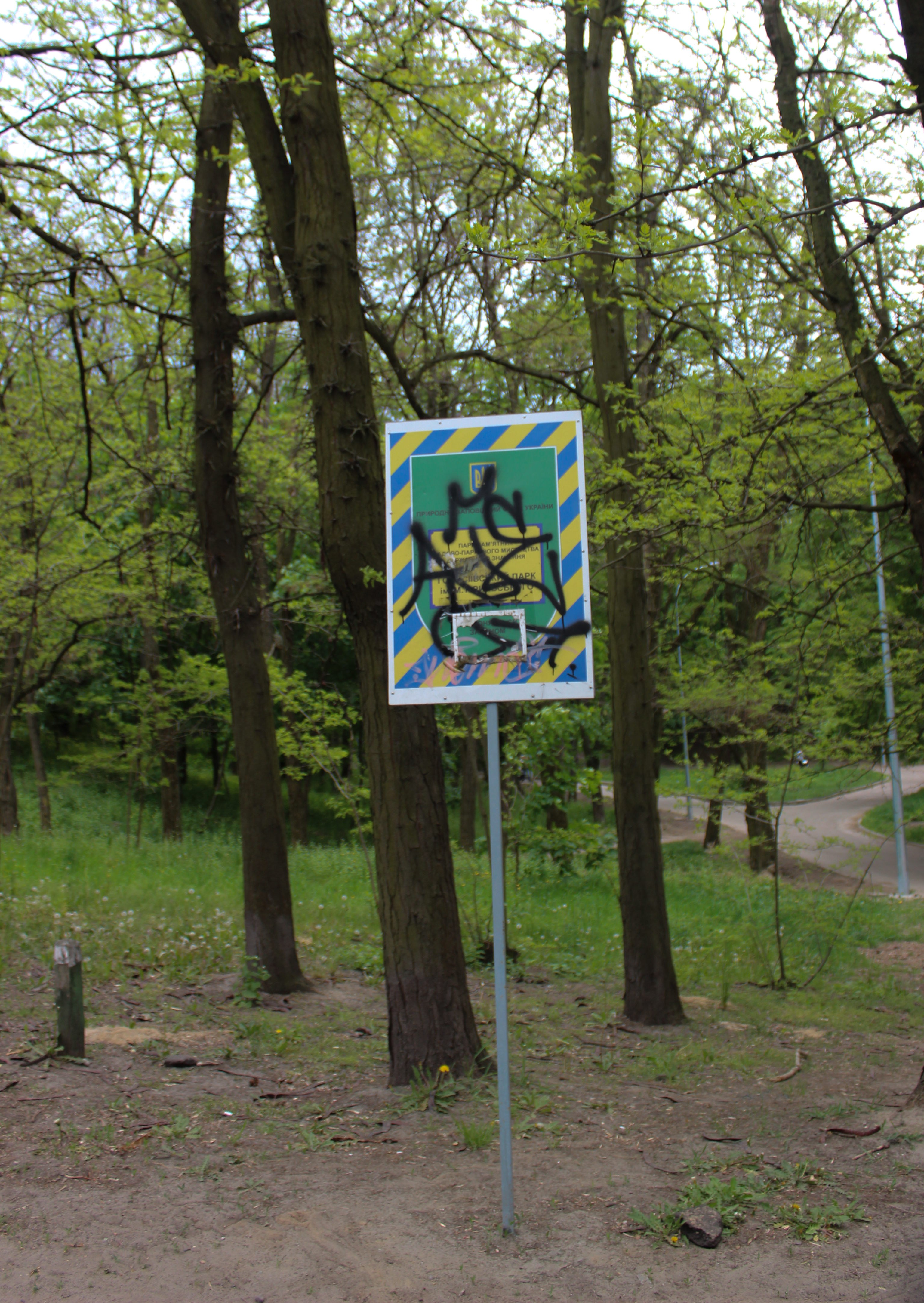
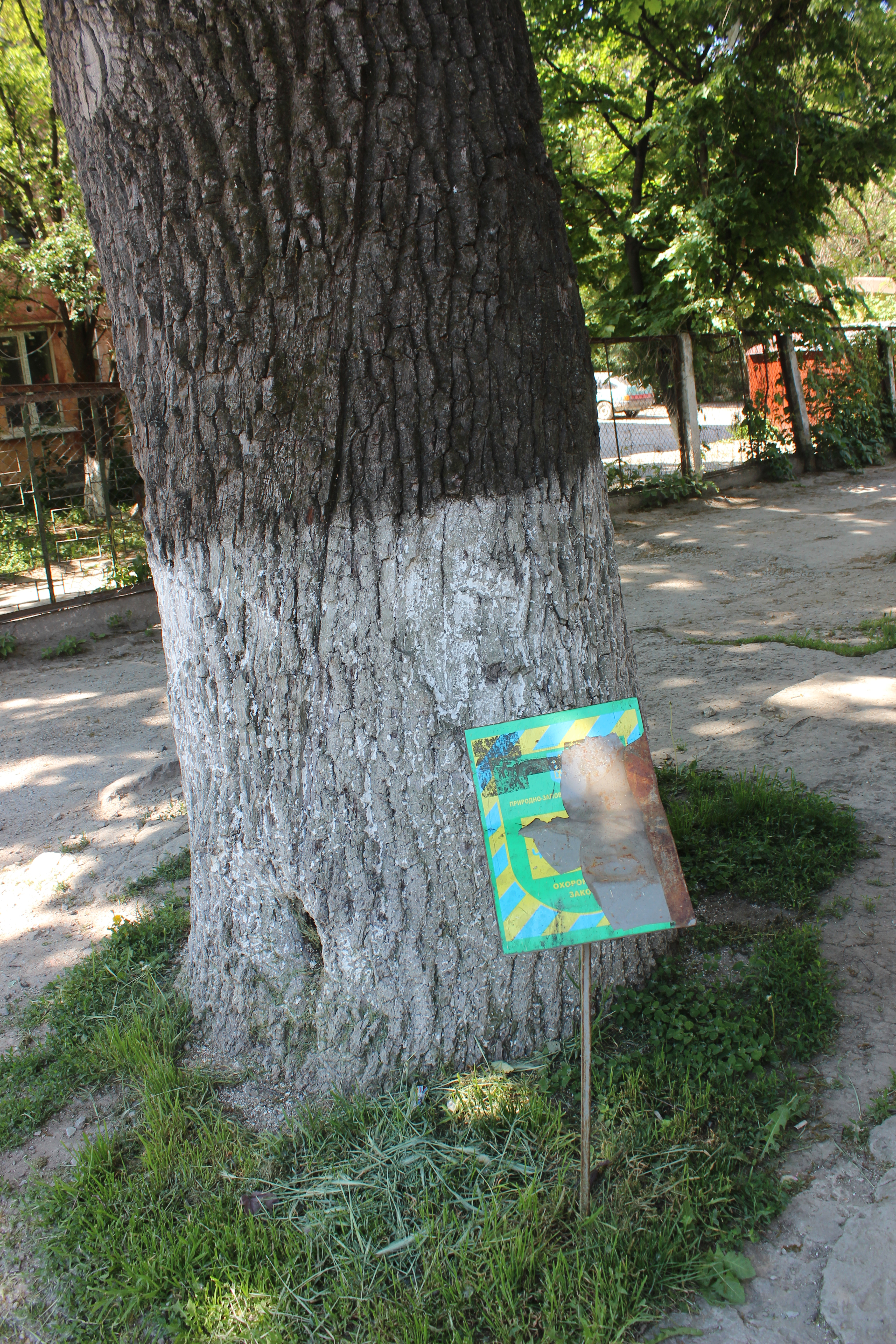
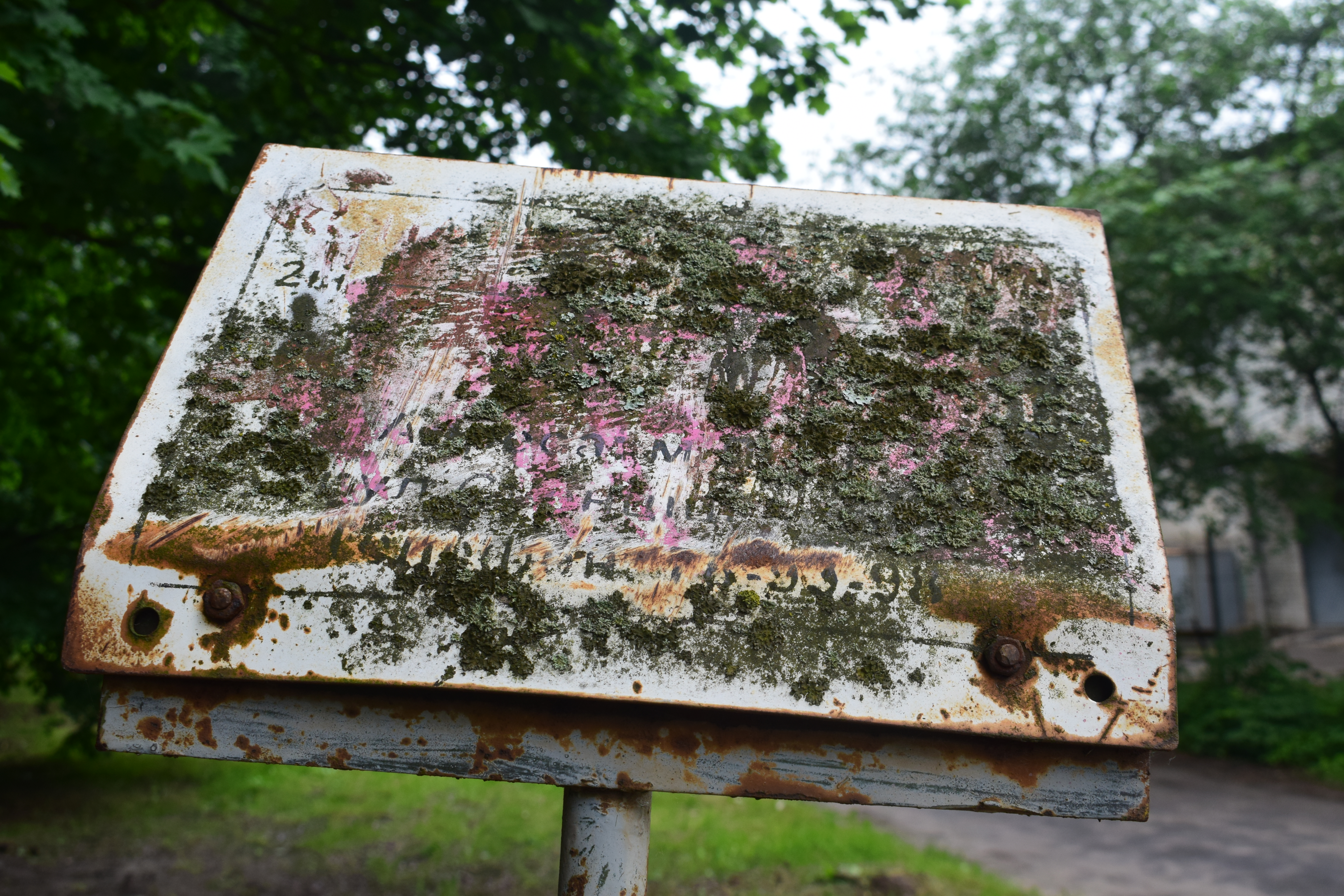
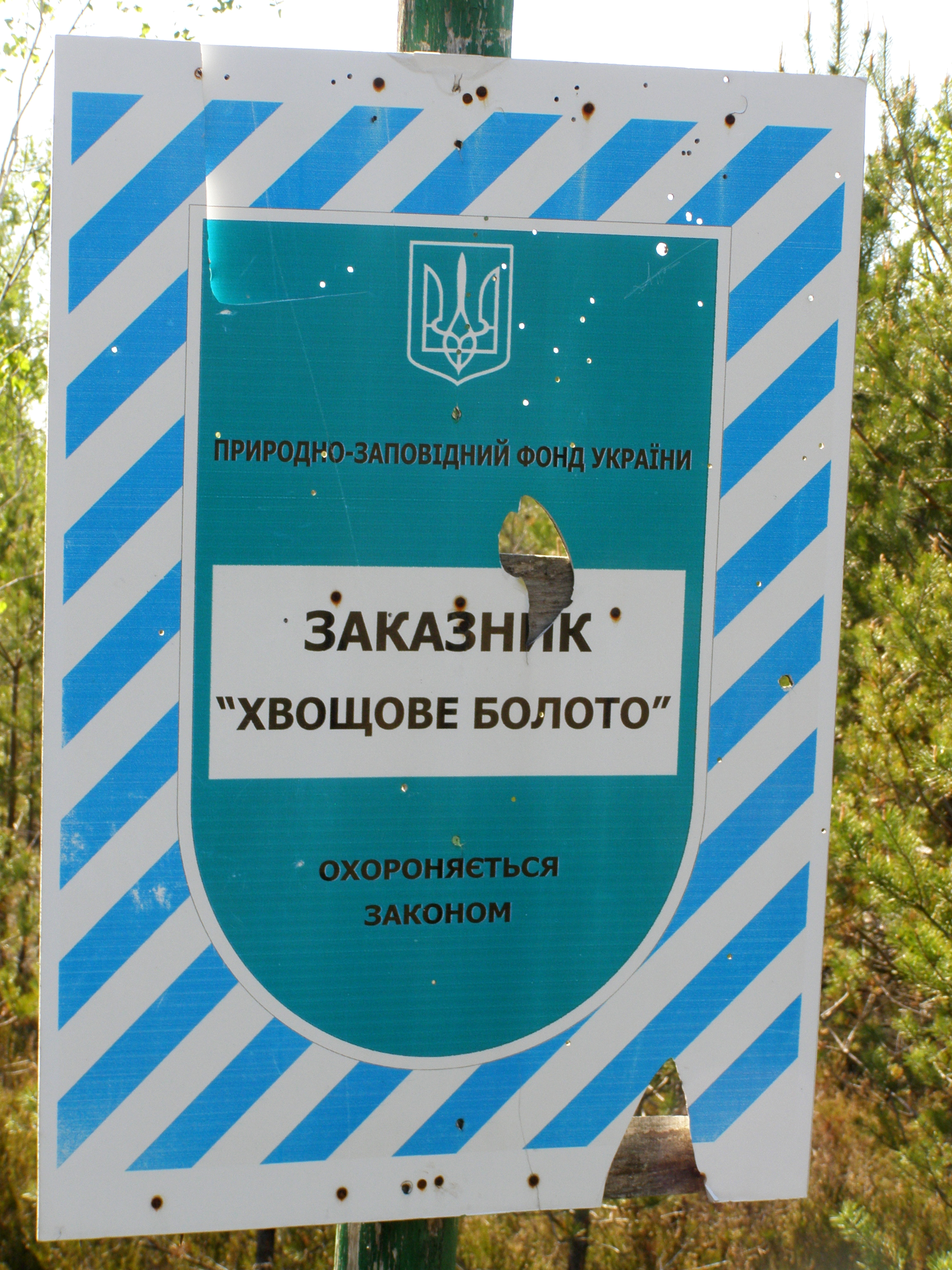
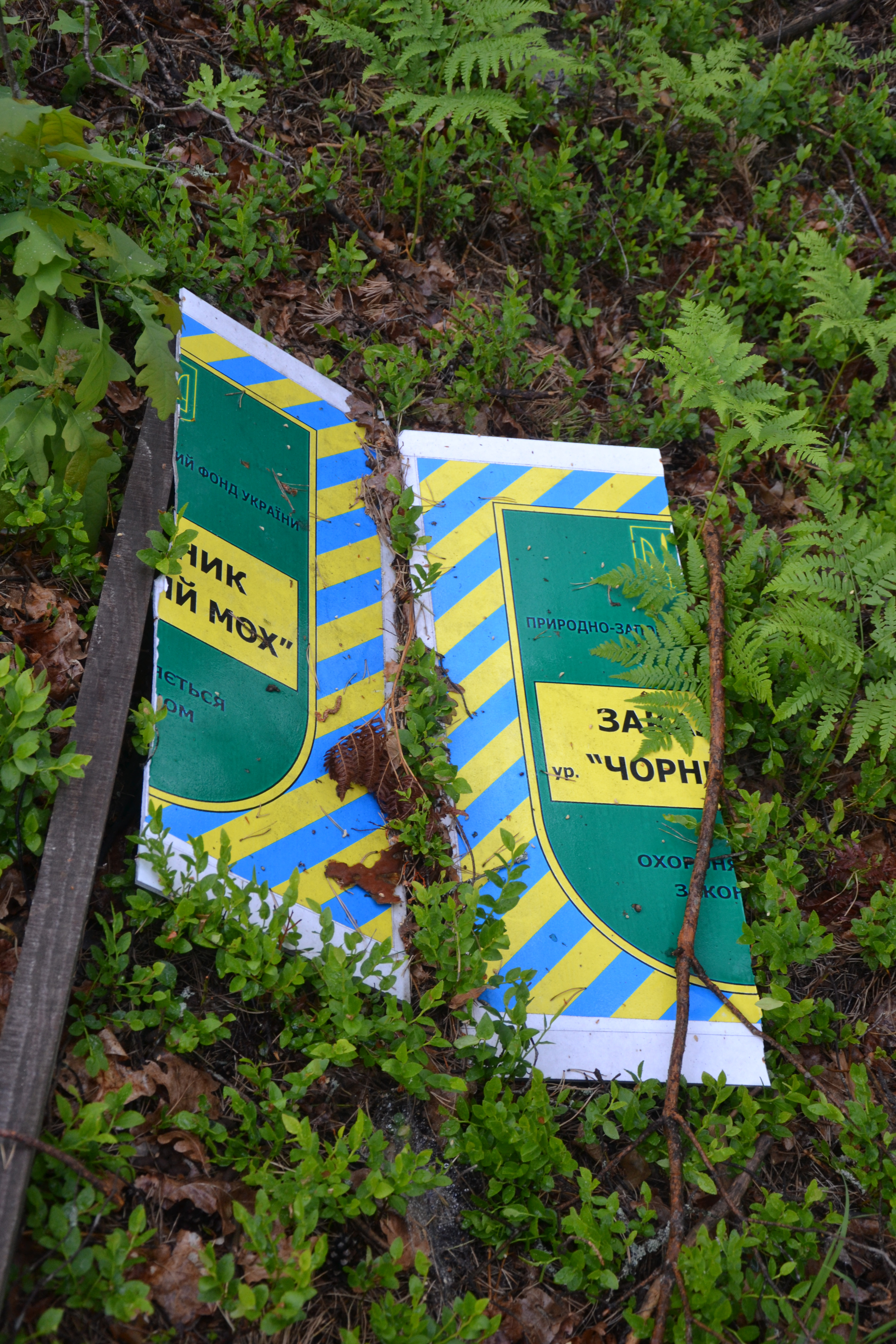
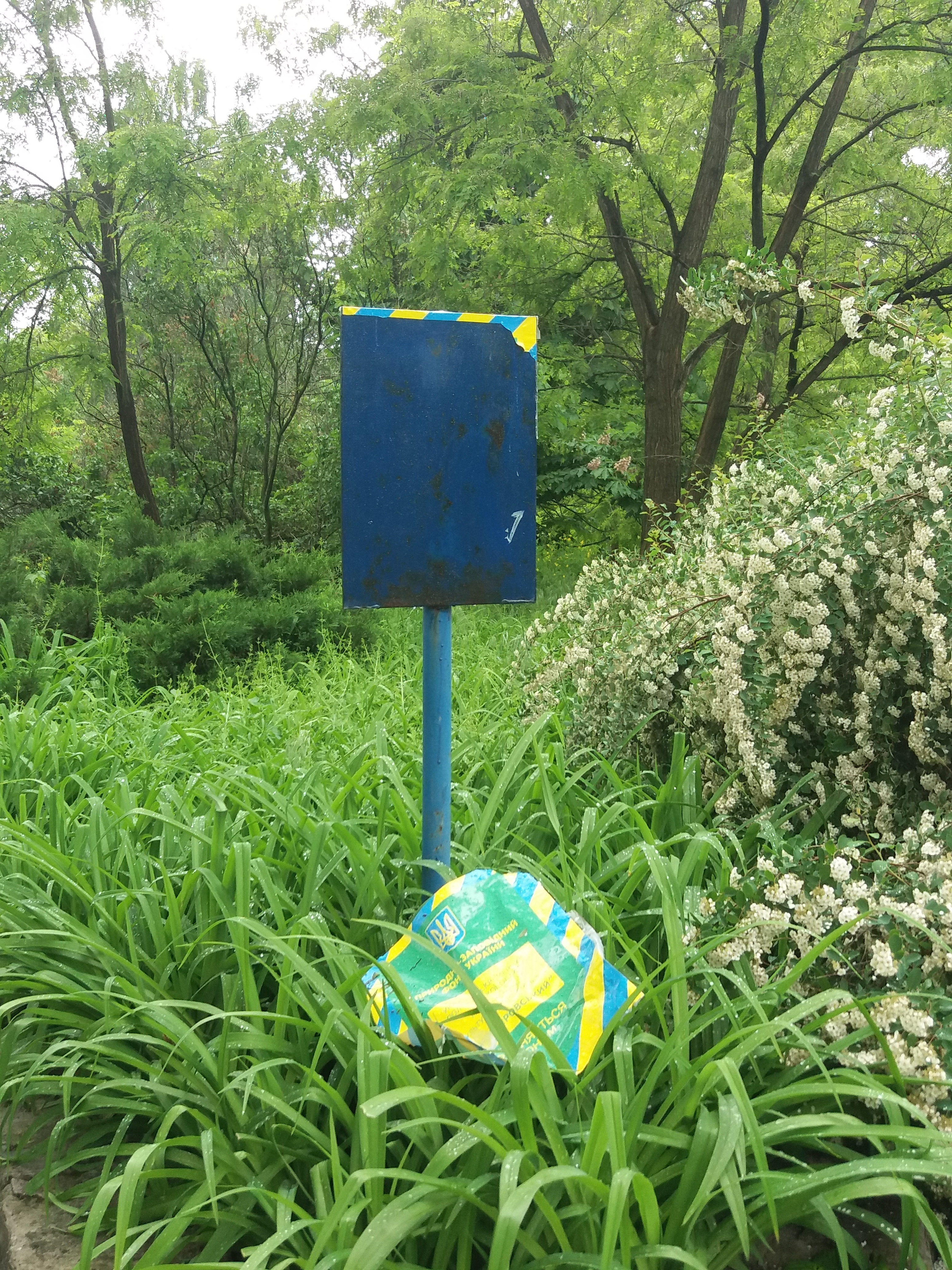
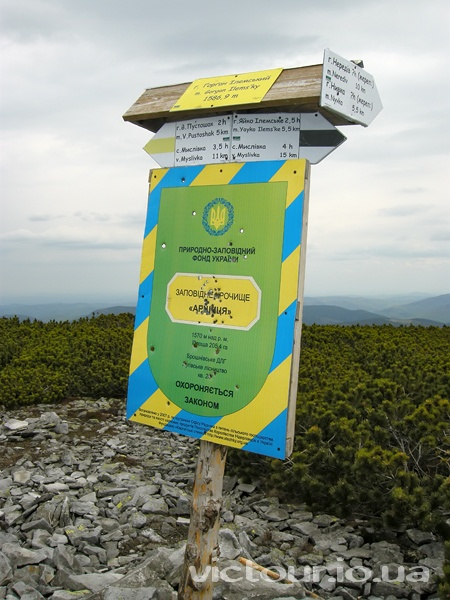

Приклади вандалізму щодо межових охоронних знаків

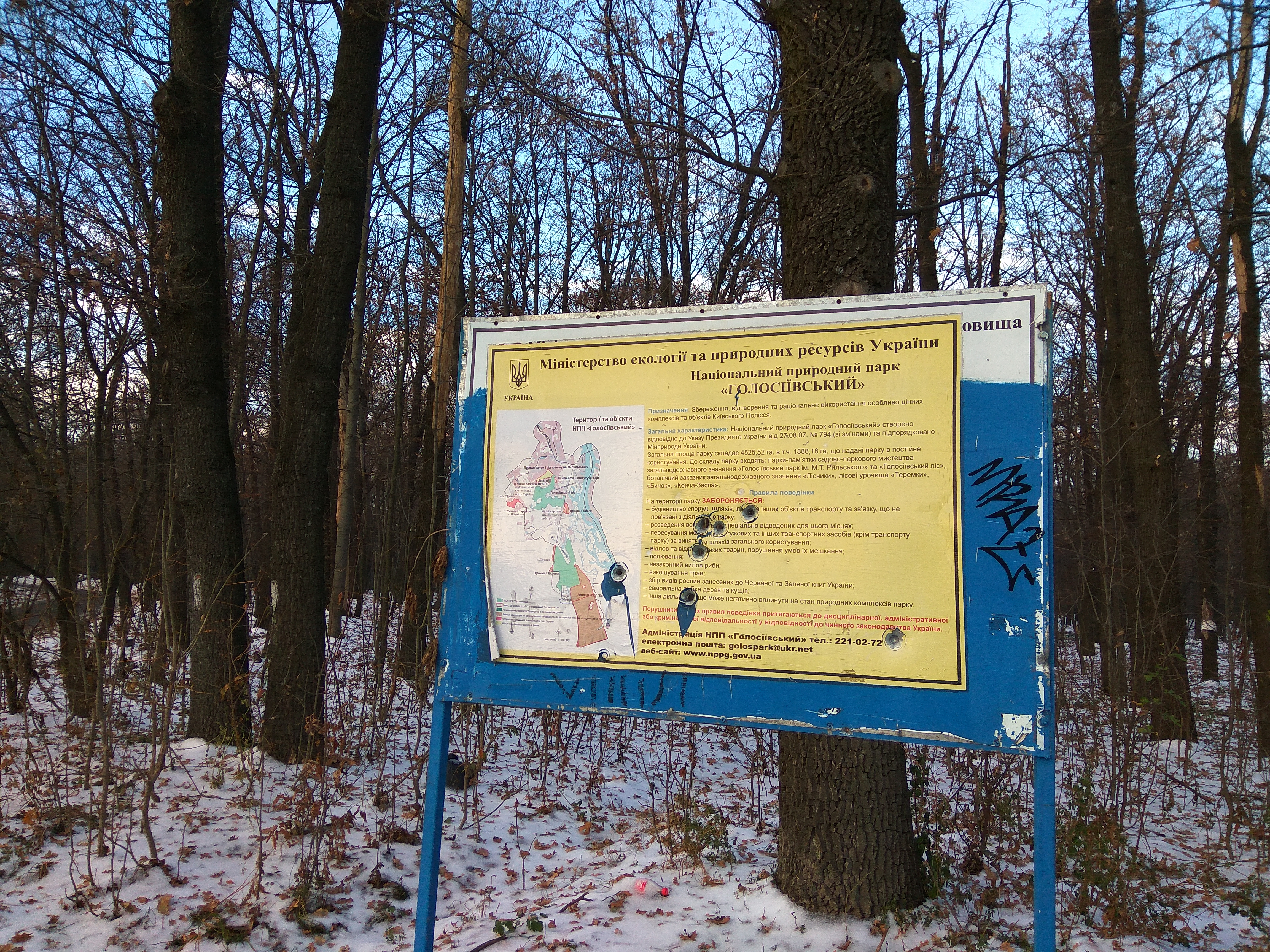
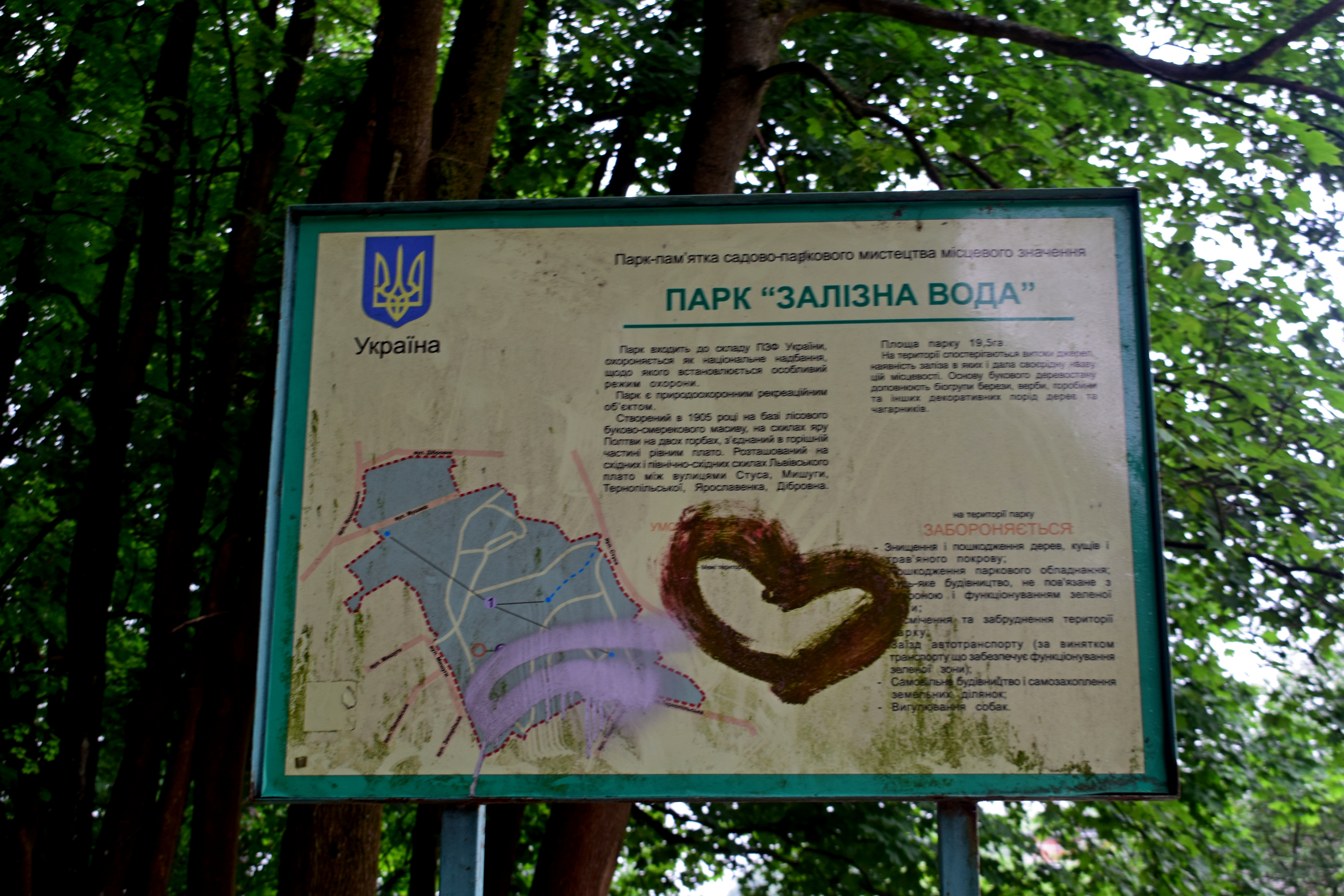
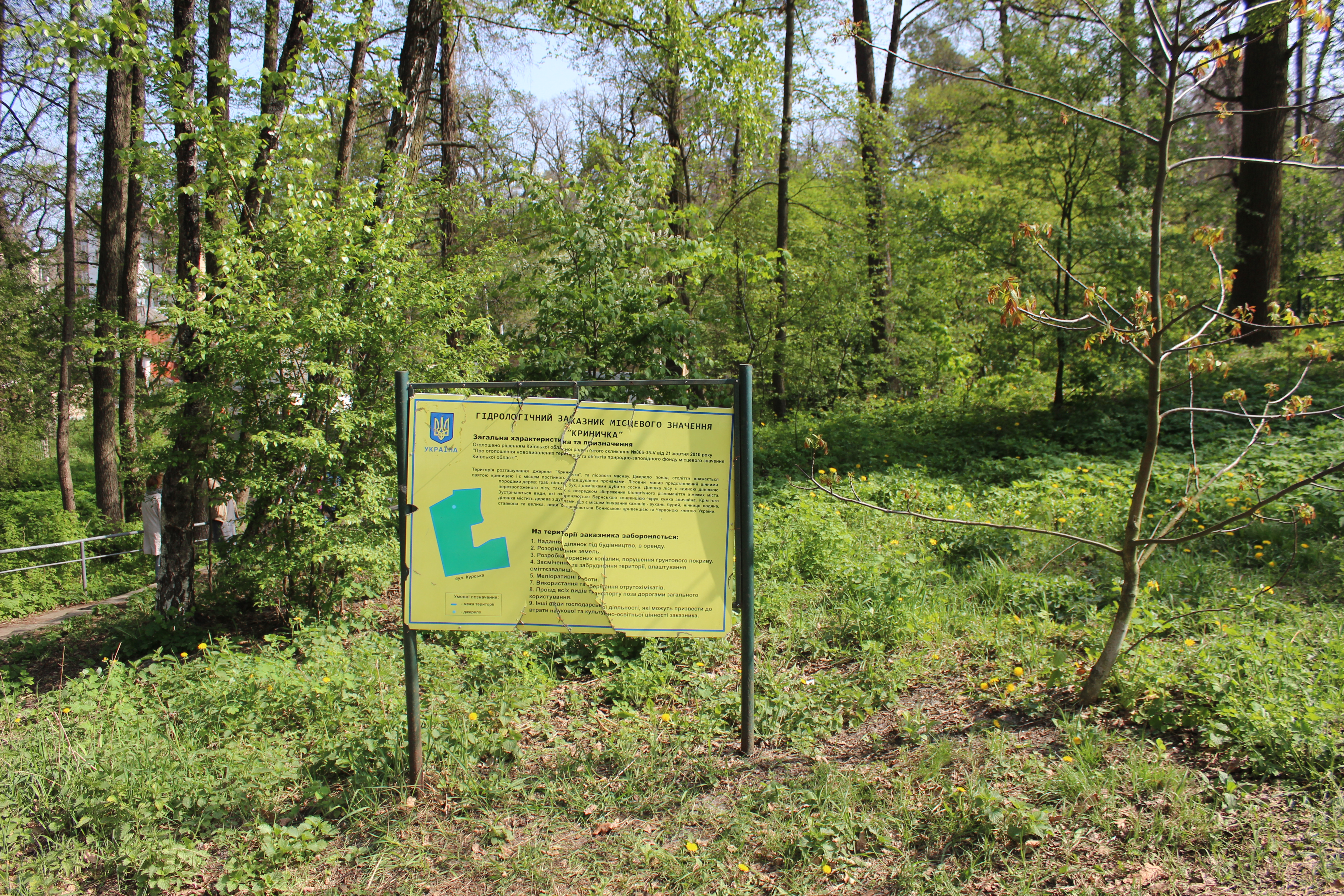

Приклади вандалізму щодо інформаційних щитів

## Додатково
- Інформаційно-охоронний знак природно-заповідного фонду
- Інформаційний щит природно-заповідного фонду
- Межовий охоронний знак природно-заповідного фонду

## Зразки єдиних державних знаків та аншлагів
Файли із шаблоном межового охоронного знаку та інформаційних щитів у векторних форматах, доступні для завантаження у Категорії "Межовий охоронний знак" Вікісховищі та Категорії "Інформаційний щит ПЗФ" Вікісховищі. Для прикладу наведені шаблони Національного природного парку «Слобожанський», проте формат файлів дозволяє викорситовувати їх для виготовлення зразків для будь-яких іних територій природно-заповідного фонду.